# Millstatt am See
Millstatt am See (bis Juni 2012 Millstatt) ist eine Marktgemeinde mit 3482 Einwohnern (Stand 1. Jänner 2024) im Bezirk Spittal an der Drau im österreichischen Bundesland Kärnten. Die Geschichte der Gemeinde war über Jahrhunderte an das Stift Millstatt geknüpft, das vom ausgehenden 11. Jahrhundert an bis zu seiner Aufhebung im Jahr 1773 über große Besitzungen in der Region verfügte und deren Entwicklung maßgeblich prägte. Im letzten Drittel des 19. Jahrhunderts wandelte sich Millstatt innerhalb weniger Jahrzehnte zu einem ausgeprägten Fremdenverkehrsort, der Sommertourismus ist bis heute der wichtigste Wirtschaftsfaktor der Gemeinde am Millstätter See.
Millstatt ist gesetzlich anerkannter Luftkurort.

## Geographie
Millstatt liegt am Nordufer des Millstätter Sees im Südwesten der Nockberge, die zu den Gurktaler Alpen gehören. Während die Ortschaften Lechnerschaft, Millstatt, Pesenthein und Dellach entlang der Millstätter Straße B 98 direkt am Seeufer in etwa 600 m Seehöhe gelegen sind, befindet sich der Großteil der anderen Ortschaften auf einer etwa 260 m höher gelegenen Hochebene, dem Millstätter Berg, die am Fuße der Millstätter Alpe liegt.

### Gemeindegliederung
Die Marktgemeinde ist in die vier Katastralgemeinden Laubendorf, Matzelsdorf, Millstatt und Obermillstatt gegliedert. Die 1889 getrennten Gemeinden Millstatt und Obermillstatt wurden 1973 unter Abtrennung der Katastralgemeinde Großegg und der Ortschaft Starfach am 1. Jänner 1973 wieder zu einer Gemeinde mit 18 Ortschaften vereint. Gegenwärtig zählen folgende Ortschaften zur Gemeinde (in Klammern Einwohnerzahl Stand 1. Jänner 2024):
| KG Laubendorf         | KG Matzelsdorf                     | KG Millstatt           | KG Obermillstatt    |
| --------------------- | ---------------------------------- | ---------------------- | ------------------- |
| Gössering (51)        | Dellach am Millstätter See (193)   | Großdombra (175)       | Görtschach (95)     |
| Hohengaß (27)         | Matzelsdorf (170)                  | Kleindombra (104)      | Grantsch (67)       |
| Laubendorf (181)      | Pesenthein am Millstätter See (86) | Lechnerschaft (56)     | Lammersdorf (179)   |
| Öttern (12)           | Sappl (260)                        | Millstatt am See (922) | Obermillstatt (587) |
| Schwaigerschaft (144) |                                    |                        |                     |
| Tschierweg (173)      |                                    |                        |                     |

### Nachbargemeinden
|          | Krems in Kärnten                            |            |
| Seeboden | Kompassrose, die auf Nachbargemeinden zeigt | Radenthein |
|          | Spittal an der Drau                         | Ferndorf   |

### Klima
Kärnten befindet sich in der gemäßigten Klimazone Mitteleuropas, wobei der Alpenhauptkamm eine deutliche Wetterscheide ist. Das Klima wird durch die Lage nach Süden, durch das Relief und andere lokale Gegebenheiten stark modifiziert, so dass es sehr kleinräumig strukturiert ist. Der Niederschlag folgt dem mitteleuropäischen Muster mit Niederschlagsminima im Winter und Maxima im Sommer. Der Niederschlag im Sommer erfolgt vielfach über Starkregen, besonders bei Gewittern. Seine nach Süden offene Beckenlage und der Schutz gegen Nordwinde führen am Millstätter See zu mehr Sonnenstunden als sonst in Oberkärnten.
|                        | Jan  | Feb  | Mär  | Apr  | Mai  | Jun  | Jul  | Aug  | Sep  | Okt  | Nov  | Dez  |   |      |
| Mittl. Temperatur (°C) | −2,4 | −0,5 | 3,6  | 7,7  | 12,7 | 16,1 | 18,0 | 17,2 | 13,1 | 8,4  | 2,6  | −1,4 | ⌀ | 8    |
| Mittl. Tagesmax. (°C)  | 2,3  | 5,3  | 10,1 | 14,3 | 19,5 | 23,0 | 25,1 | 24,2 | 19,8 | 14,2 | 7,1  | 2,4  | ⌀ | 14   |
| Mittl. Tagesmin. (°C)  | −5,5 | −4,3 | −0,9 | 2,8  | 7,2  | 10,5 | 12,3 | 12,2 | 8,8  | 4,9  | −0,2 | −4,1 | ⌀ | 3,7  |
|                        |      |      |      |      |      |      |      |      |      |      |      |      |   |      |
| Niederschlag (mm)      | 25   | 25   | 41   | 52   | 82   | 93   | 115  | 123  | 90   | 89   | 79   | 47   | Σ | 861  |
|                        |      |      |      |      |      |      |      |      |      |      |      |      |   |      |
| Luftfeuchtigkeit (%)   | 69,2 | 57,8 | 53,6 | 53,8 | 53,8 | 55,5 | 54,4 | 57,0 | 60,3 | 65,3 | 71,5 | 74,0 | ⌀ | 60,5 |

| −5,5 |

| −4,3 |

| −0,9 |

| 2,8 |

| 7,2 |

| 10,5 |

| 12,3 |

| 12,2 |

| 8,8 |

| 4,9 |

| −0,2 |

| −4,1 |

| −5,5 |

| −4,3 |

| −0,9 |

| 2,8 |

| 7,2 |

| 10,5 |

| 12,3 |

| 12,2 |

| 8,8 |

| 4,9 |

| −0,2 |

| −4,1 |

## Geschichte

### Erste Ansiedlungen

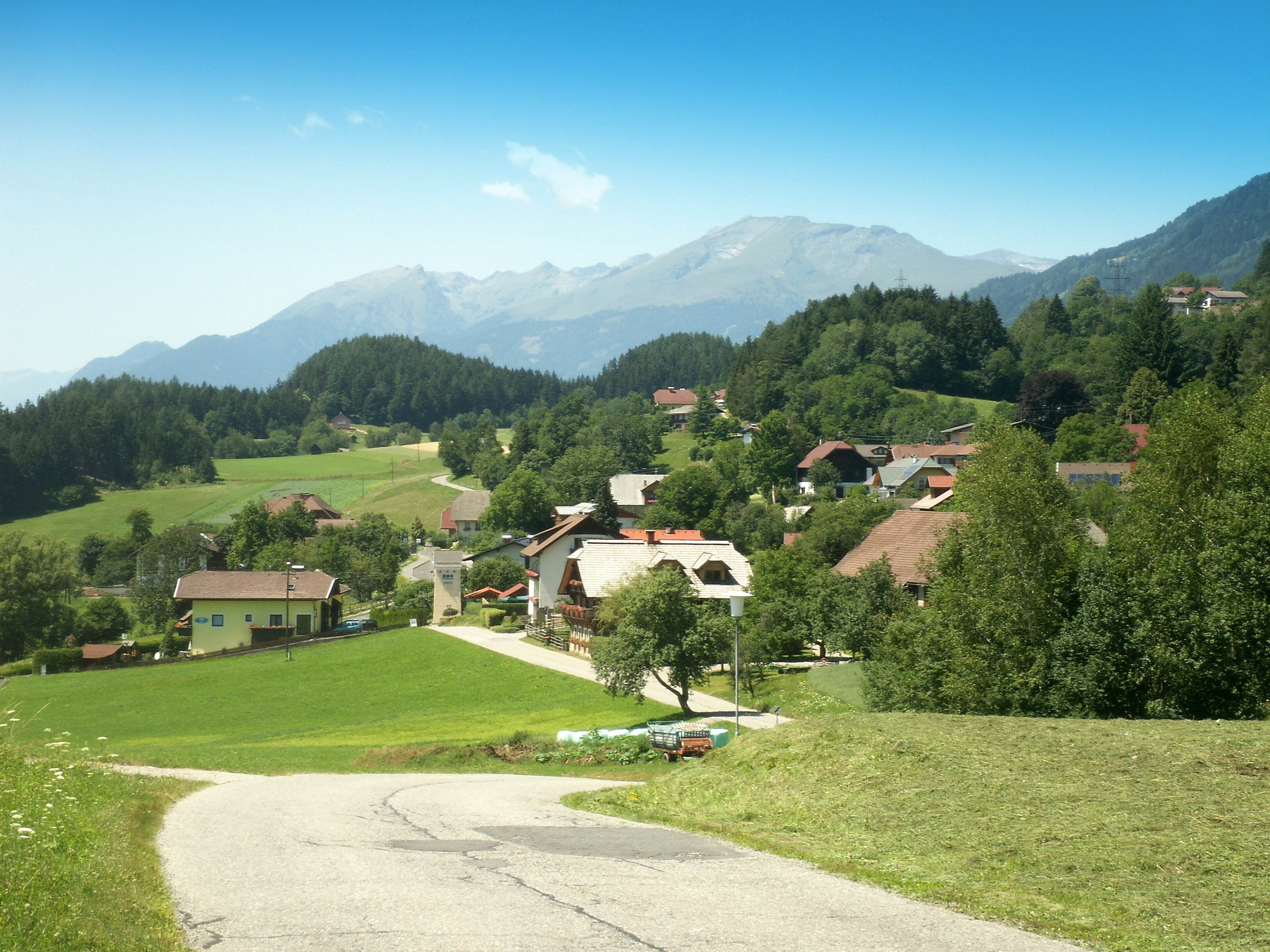
Millstätter Berg bei Sappl gegen Westen, der Schanzkogel ist der dritte Waldhügel im Hintergrund

Die ältesten bisher gefundenen Besiedlungsspuren auf dem heutigen Gemeindegebiet wurden am Millstätter Berg bei Lammersdorf (Schanzkogel) und Sappl gefunden, sie weisen auf eine jungsteinzeitliche Siedlung (um 2.000 v. Chr.) hin. Um 500 v. Chr. besiedelten keltische Stämme die Region und von den Römern, die ab 15 v. Chr. das Land besetzten, konnte eine Siedlungstätigkeit am Ufer des Millstätter Sees durch Ausgrabungen nachgewiesen werden (Einige Fundstücke sind im Stiftsmuseum Millstatt ausgestellt).
Auf dem Gebiet von Laubendorf konnte das Fundament einer altchristlichen Kirche freigelegt werden, die um 600 n. Chr. zerstört wurde. In dieser Zeit besiedelten Slawen das Drautal und weitere Regionen des heutigen Kärntens und ließen sich wohl auch am Millstätter See nieder. Nachdem das bis dahin slawische Fürstentum Karantanien Mitte des 8. Jahrhunderts unter baierische und später fränkische Oberhochheit kam, wurde vor allem vom neu gegründeten Bistum Salzburg aus mit der Christianisierung des Landes begonnen. Mit den Missionaren kamen auch baierische Siedler in die Region und wurden sesshaft. Für die Ortschaft Millstatt ist eine erste Kirche um das Jahr 800 nachweisbar. Der Sage nach soll der Karantanen-Herzog Domitian um 800 Millstatt gegründet haben, der nach seiner Bekehrung zum christlichen Glauben tausend heidnische Götzenstatuen (lat. mille statuae) in den See werfen ließ. Um 950 übertrug König Otto I. das Seetal den Aribonen, einem bairischen Adelsgeschlecht, das die Gegend um den See roden und besiedeln ließ.

### Namensherkunft

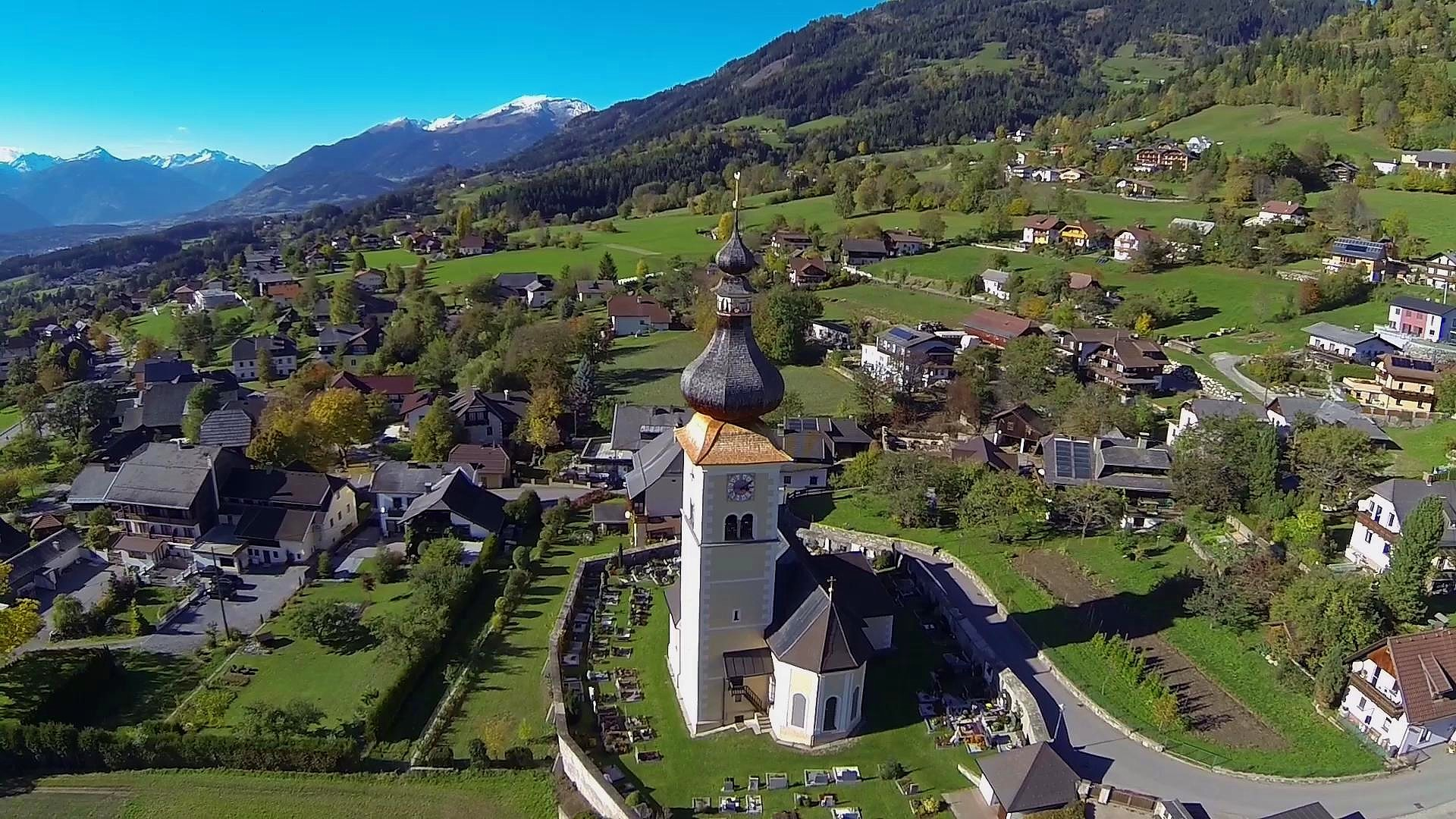
Obermillstatt

Die Ableitung des Ortsnamens aus mille statuae gilt als überholt. Erstmals urkundlich erwähnt wird der Ort zwischen 1065 und 1075 als Milistat später (1122) als Milstat, wobei Milsstatt als Bezeichnung für die Stätte an der Mils am wahrscheinlichsten ist. Der Bachname Mils leitet sich aus einem vorslawischen „Melissa“ ab, das „Bergbach“ oder „Hügelbach“ bedeutet. Bei diesem „Milsbach“ handelt es sich vermutlich um den Riegenbach, der in Millstatt in den See mündet.
Die Namensverbundenheit von Millstatt und Obermillstatt ist bemerkenswert, zumal wesentlich kleinere Streusiedlungen der Umgebung unterschiedliche Ortsnamen haben. Einerseits mag dies mit der Dominanz des Millstätter Klosters zusammenhängen, für das Obermillstatt das unmittelbare landwirtschaftliche Hinterland war. Andererseits gibt es auch Überlegungen, ob das urkundlich erstmals 1070 erwähnte Milistat ursprünglich die Bezeichnung eines älteren Ortes bei Obermillstatt war und von dort ins Tal „gewandert“ ist. Flussnamen gehören zu den ältesten überlieferten Namen. Der Namenskern von Millstatt kommt vermutlich aus keltischer Zeit und bezeichnet eine Stätte an der Mils womit aber auch der Obermillstätter Bach gemeint sein könnte. Dieser ist für den Mühlbetrieb besonders gut geeignet, da seine Wasserführung seit alters her reguliert (gegen Hochwasser geschützt) werden kann. Der Standring eines Keramikkruges der Laugen-Melaun-Kultur aus der Spätbronzezeit (ca. 13.–11. Jhdt. v. Chr.) vom Obermillstätter Friedhof ist dort die älteste Siedlungsspur.
Ebenfalls aus dieser Zeit stammt die Urne, die beim früheren Gasthaus Fastian im benachbarten Lammersdorf gefunden wurde.

### Stift Millstatt

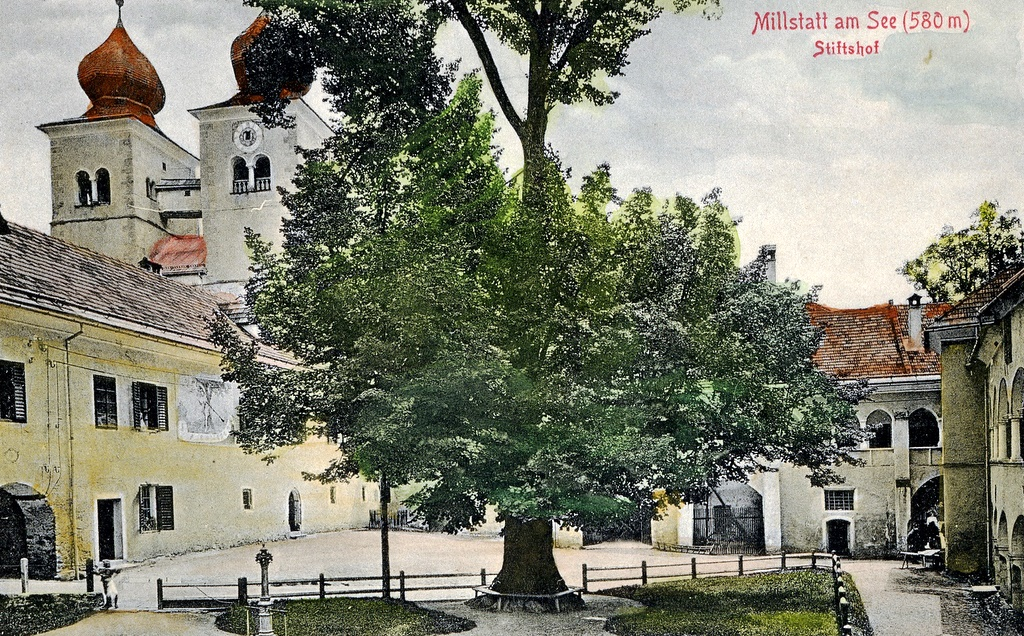
Stift Millstatt im Jahre 1913. Der Verbindungsgang zwischen den Türmen besteht noch.

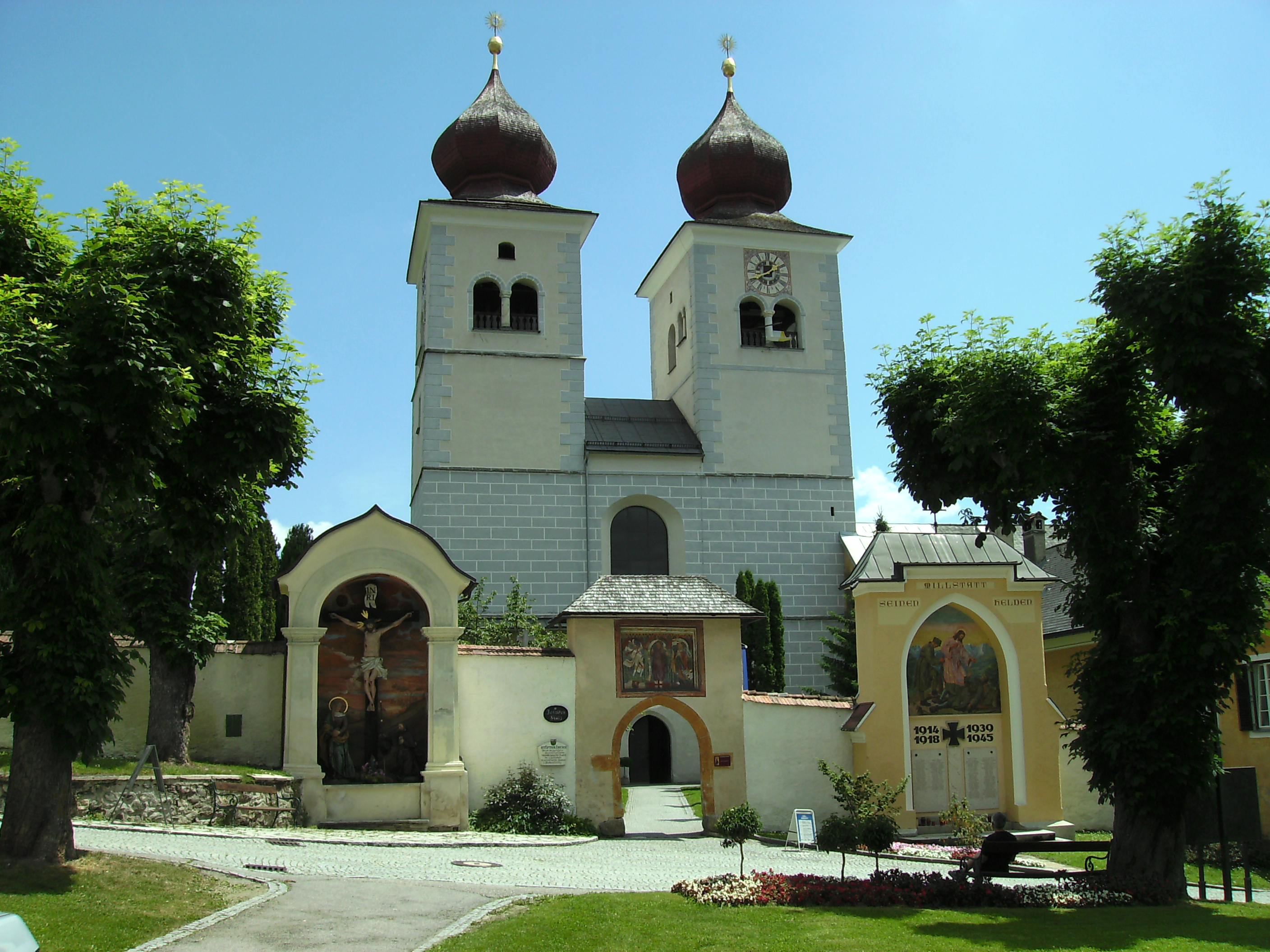
Stiftskirche 2007

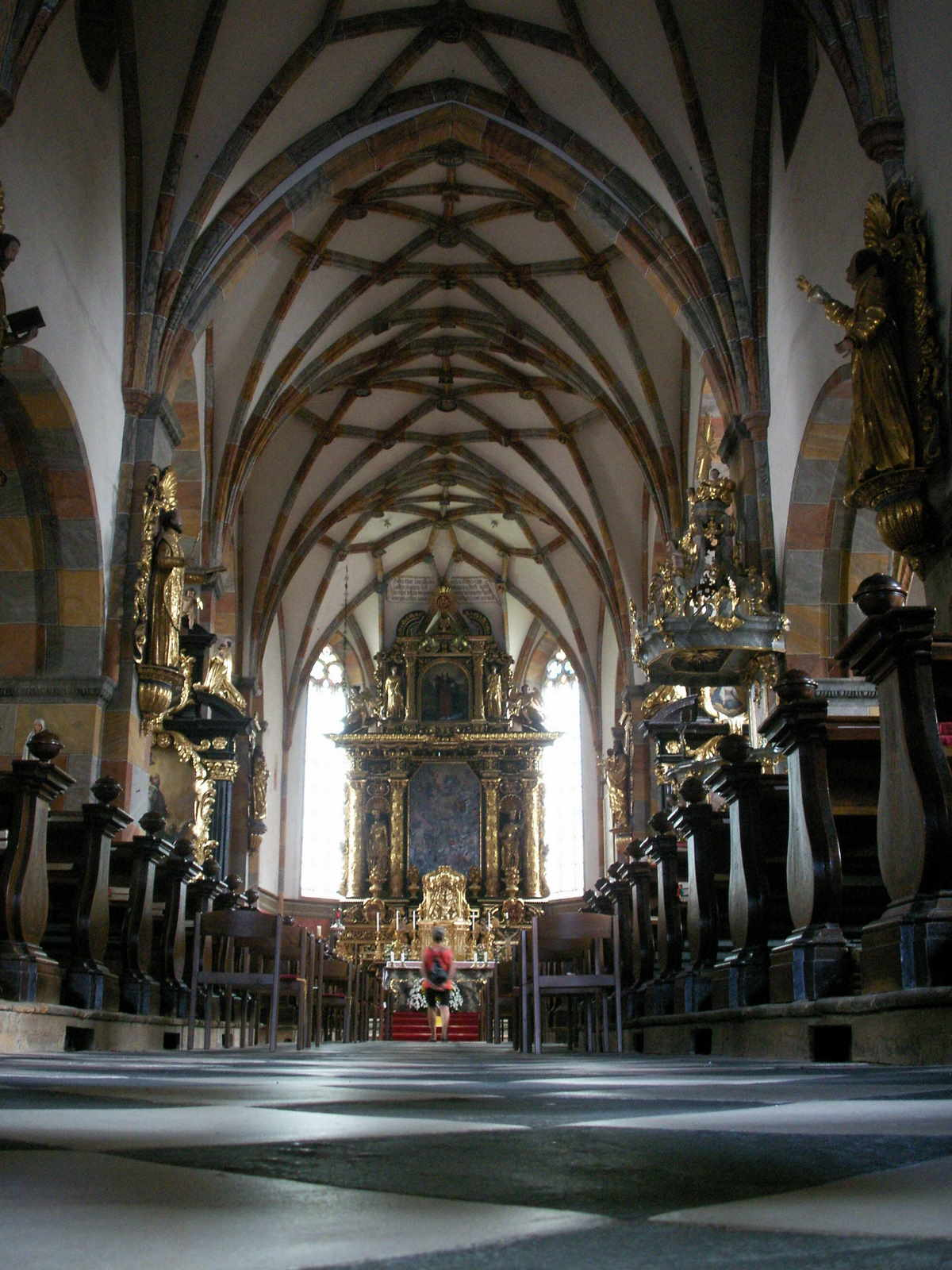
Stiftskirche (Apsis mit barockem Hochaltar)

In der Zeit um 1070 wurde das Benediktinerkloster Millstatt gegründet und die zugehörige Stiftskirche im romanischen Stil erbaut. Der Stifter, der bayrische Pfalzgraf Aribo II., schenkte dem neu gegründeten Kloster ein großes Gebiet, das von Seeboden bis zur Turracher Höhe reichte. Die Mönche betrieben nicht nur Fischerei und Landwirtschaft, Brauerei und Weinbau inbegriffen, sondern richteten auch eine Bildhauer-, Maler- und Schreibschule ein. Sie waren auch für die Rodung einiger damals noch dicht bewaldeten Seitentäler verantwortlich, wo sich weitere Siedlungen bildeten. Das Kloster war für vier Jahrhunderte nicht nur geistlicher Mittelpunkt, sondern übte auch die Gerichtsbarkeit aus.
In der Zeit zwischen 1070 und 1469 übten nacheinander vier Adelsgeschlechter die Vogteirechte über das Kloster aus: Die Grafen von Görz, Ortenburg, Cilli sowie schließlich die Habsburger. Letztere hoben die Benediktinerabtei nach einer Phase der Misswirtschaft 1469 auf. An ihrer Stelle bekam der Orden der St. Georgsritter, den Kaiser Friedrich III. gestiftet hatte, um der Gefahr der einfallenden Türken zu begegnen, das Kloster sowie dessen Besitzungen überantwortet. Im Sommer 1478 zog eine plündernde Türken-Truppe kommend von Spittal weiter nach Reichenau. Es scheint aber zu keinen großen Zerstörungen gekommen zu sein. Die Georgsritter bauten neben dem alten, halb verfallenen Klostergebäude eine neue, wehrhafte Ordensburg, um gegen die Überfälle der Türken gewappnet zu sein. Aus dieser Zeit stammen die heute noch erhaltenen vier Türme, das Georgsritter- und Hochmeisterschloss (letzteres heute „Lindenhof“) sowie Reste der Wehrmauern. Der Orden verlor nach dem Tod von Kaiser Maximilian I. sukzessive an Einfluss und löste sich schließlich auf.
Im Zuge der Reformationsbewegung waren im 16. Jahrhundert große Teile der Bevölkerung in den zum Kloster gehörenden Gebieten wie auch im übrigen Kärnten protestantisch geworden. Um dem zu entgegnen, übergab der Herrscher Innerösterreichs, zu dem Kärnten zu dieser Zeit zählte, und spätere Kaiser Ferdinand II. im Jahr 1598 das Kloster mit allen Besitzungen den Jesuiten. Diese hatten die Aufgabe, die Gegenreformation in der Region durchzusetzen, was diese in den darauf folgenden Jahrzehnten auch mit voller Härte unter Androhung von hohen Strafen bis hin zur Enteignung und Ausweisung ausführten. Da der Orden der Bevölkerung darüber hinaus hohe Abgaben (Zehnt und Robot) abverlangte, kam es 1737 zu einem bewaffneten Aufstand der Bauern, der aber niedergeschlagen wurde. Infolge der Aufhebung des Jesuitenordens vom 21. Juli 1773 durch Papst Klemens XIV. wurde die Millstätter Jesuitenherrschaft beendet.
Die Besitzungen des Stifts wurden nach der Aufhebung des Ordens vom Staat eingezogen, einer staatlichen Studienfondsgesellschaft unterstellt und durch einen Kameralpfleger verwaltet, Pfarre und Kirche wurden am 12. April 1775 dem Bistum Gurk eingegliedert.

### Der Markt Millstatt
Die alljährlich gefeierte Weihe der Stiftskirche brachte schon im Hochmittelalter einen großen Zustrom auswärtiger Besucher und Händler nach Millstatt mit sich. Durch einen Erlass vom 14. April 1310 ließ der Salzburger Erzbischof Konrad IV. die Kirchweihfeste der einzelnen Kapellen auf das der Stiftskirche am Tag des Heiligen Lukas (18. Oktober) zusammenlegen; das Lukasfest war fortan bis zum Jahr 1561 der einzige Millstätter Markt. Es gilt als wahrscheinlich, dass sich die Millstätter Kirchweihmärkte schon rund 250 Jahre vor der Zusammenlegung zum Lukasmarkt großer Beliebtheit erfreuten. Die Bezeichnung Millstatts als „Markt“ jedoch ist vor dem 15. Jahrhundert nicht nachweisbar, aus mehreren Urkunden geht aber hervor, dass der Ort nicht mehr als bloßes Dorf galt und vor 1500, offenbar noch vor dem Einzug der Georgsritter, eine märktische Verfassung mit Bürgermeister, Rat und Marktrichter besessen haben muss.
Anlässlich der Übernahme der Stiftsherrschaft durch die Jesuiten erreichten die Bürger, dass diese sich bei Erzherzog Ferdinand um die Verleihung eines Wochenmarktes für Millstatt verwendeten, welche dieser mit Privileg vom 20. Jänner 1601 schließlich auch zugestand. Die Bauern mussten sich aber im Gegenzug gegenüber den Jesuiten verpflichten, diesen Markt ohne jeden Nachteil für den Stift durchzuführen, insbesondere nicht zur Minderung des Getreidepreises auszunutzen. Während sich anhand von Bürgermeisterrechnungen beweisen lässt, dass der Wochenmarkt sowohl 1671/72 wie auch 1681 in Betrieb war, geht aus der nächsten erhaltenen Bürgermeisterrechnung für 1747 hervor, dass in diesem Jahr kein Wochenmarkt abgehalten wurde. Nicht nur die Wochen-, sondern auch die Jahrmärkte gerieten zu dieser Zeit in Abnahme, weil das Stift in seiner Herrschaft neben den privilegierten Märkten gegen Entrichtung einer Handelstaxe auch den sogenannten Gäuhandel auf dem Land zuließ.
Durch die Auflösung des Stifts und der Übernahme der Herrschaft Millstatt durch den Staat änderte sich für die Bevölkerung wirtschaftlich nur wenig. Versuche, den Wochenmarkt wieder aufzunehmen, schlugen offenbar fehl. Für die Jahre 1794/96 ist lediglich belegt, dass zu den drei herkömmlichen Jahrmärkten am Dienstag nach Mittfasten, an Georgi und Lukas noch ein Quatembermarkt und ein Dreikönigsmarkt hinzukamen; für diese fünf Märkte liegt für das Jahr 1841 eine Bestätigungsurkunde vor.
Auch eine Erhöhung der Selbständigkeit des Marktes ist in dieser Periode nicht feststellbar. Bürgermeisterwahlen wurden nicht direkt, sondern über Wahlmännerlisten durchgeführt, die vom Kreisamt genehmigt werden mussten; der Gewählte wurde schließlich der Landeshauptmannschaft zur Bestätigung vorgeschlagen. Die Aufnahme von Neubürgern musste von der Kameralverwaltung genehmigt werden.
Der Millstätter Viehmarkt am unteren Platz galt meist als gut besucht. Aus dem Jahre 1896 wird von einem eher schwächeren Markt berichtet. Aufgetrieben wurden 5 Stiere, 224 Ochsen, 95 Kühe und 26 Kalbinnen. Händler kamen aus Tirol und Salzburg. Der nächste Viehmarkt fand schon einen Monat später statt.

### Die Franzosen bringen die Freiheit

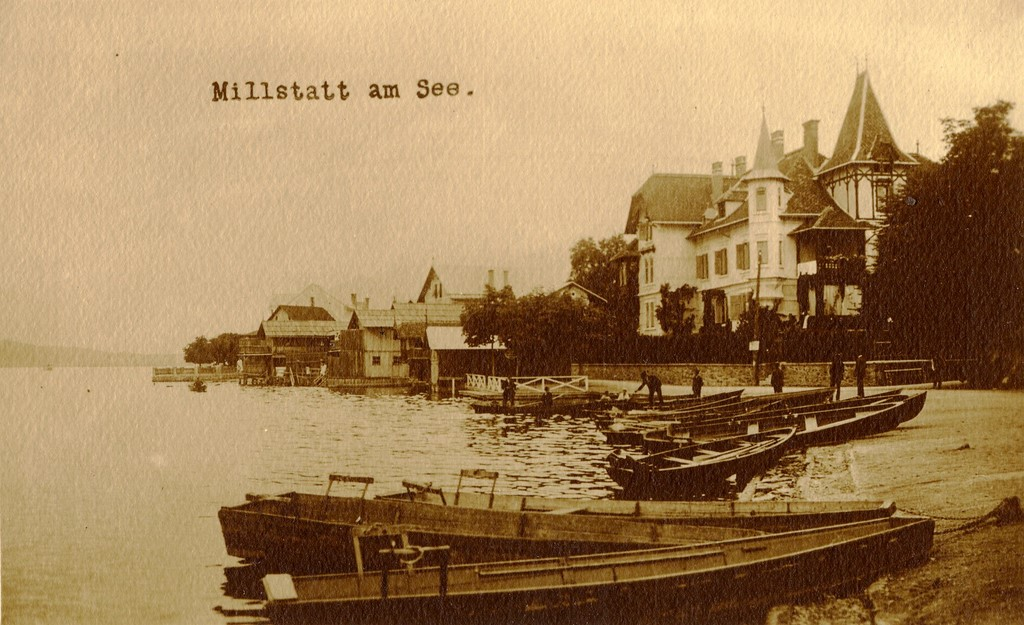
Villa Streintz (erbaut um 1892) am Schillerstrand

Politisch wurde Oberkärnten nach den Napoleonischen Kriegen mit dem Frieden von Schönbrunn 1809 als Département Caranthie den Illyrischen Provinzen Frankreichs zugeteilt, kam aber schon 1814 mit dem Ende der Herrschaft Napoleons I. wieder in den Besitz der Habsburger, die es Königreich Illyrien zuordneten. Nach der Franzosenherrschaft stand kein Bürgermeister mehr an der Spitze der Gemeinde, sondern ein von einem staatlichen Bezirkskommissär bestimmter Marktrichter. Die erste Landvermessung in der Gegend erfolgte in den 1820er Jahren im Zuge der Arbeiten am Franziszeischen Kataster, dessen Ziel die Schaffung einer einheitlichen und gerechten Basis für die Einhebung der Grundsteuer war. Die Franzosenzeit brachte nach und nach die Auflösung des alten Untertanen- bzw. Grundherrschaftsverhältnisses.
Mit der Revolution von 1848/49 und der damit einhergehenden Bauernbefreiung war die Kameralherrschaft zu Ende. Mit dem Jahre 1848 wurden auch die Bauern am Millstätter Berg durch die Aufhebung der Leibeigenschaft freie Bürger. Eine weitere Folge der Revolution von 1848 war die Einführung der kommunalen Selbstverwaltung, die es den Steuer- und Katastralgemeinden ermöglichte, sich mit anderen zu einer Ortsgemeinde mit einem zu wählenden Bürgermeister zu vereinigen. Die 1850 gebildete Ortsgemeinde Millstatt umfasste neben dem Markt Millstatt mit seinen 647 Einwohnern noch die bäuerlichen Katastralgemeinden Großegg, Laubendorf, Obermillstatt und Matzelsdorf mit zusammen 1088 Einwohnern.
1889 wurden Obermillstatt, Laubendorf und Matzelsdorf wieder abgetrennt und zur Gemeinde Obermillstatt zusammengeschlossen; erst 1973 wurden diese Ortschaften wieder in die Marktgemeinde Millstatt eingemeindet.
Schon 1793 versuchten einige Millstätter Gastwirte die Aufhebung der Pfarre Obermillstatt zu erreichen, da durch die Trennung weniger Kirchgänger aus Obermillstatt nach Millstatt kamen.
Damit keimten die ersten Gegensätze zwischen Tal- und Bergbewohnern auf, die zur späteren Aufteilung der zwei Gemeinden führte.

### Trennung und Wiedervereinigung von Millstatt und Obermillstatt
Im Februar 1888 erfolgte unter Bürgermeister Johann Fauner wieder eine Teilung der Großgemeinde in die Ortsgemeinden Obermillstatt mit 4861 ha und 1200 Einwohnern und Millstatt mit 2271 ha und 700 Einwohnern. Der Trennung scheint ein längerer Streit zwischen den Bürgern des Marktes Millstatt und den Bauern am Berg vorausgegangen zu sein. Die Pfarrchronik Matzelsdorf berichtet, dass sich die Obermillstätter dagegen wehrten, „kostspielige, für die Gebirgsbewohner gänzlich unnütze Straßenbauten durchs Hoffeld und Hofgarten“ zu gleichen Teilen mitzufinanzieren.
Die letzte Gemeinderatssitzung zur Aufteilung des gemeinsamen Vermögens war am 2. Mai 1888.
Von 1938 bis 1945 war Millstatt ein Amtsgericht des „Kreises Spittal an der Drau“ im „Reichsgau Kärnten“. Das Gebiet war rechtlich dem Landgericht Klagenfurt und dem Oberlandesgericht Graz untergeordnet. 1934 hatte Millstatt 920 Einwohner, 1939 waren es 1.042.
Bis zum 1. Jänner 1973 verlief die wirtschaftliche Entwicklung aufgrund der unterschiedlichen Strukturen getrennt.

### Wandlung zum Fremdenverkehrsort

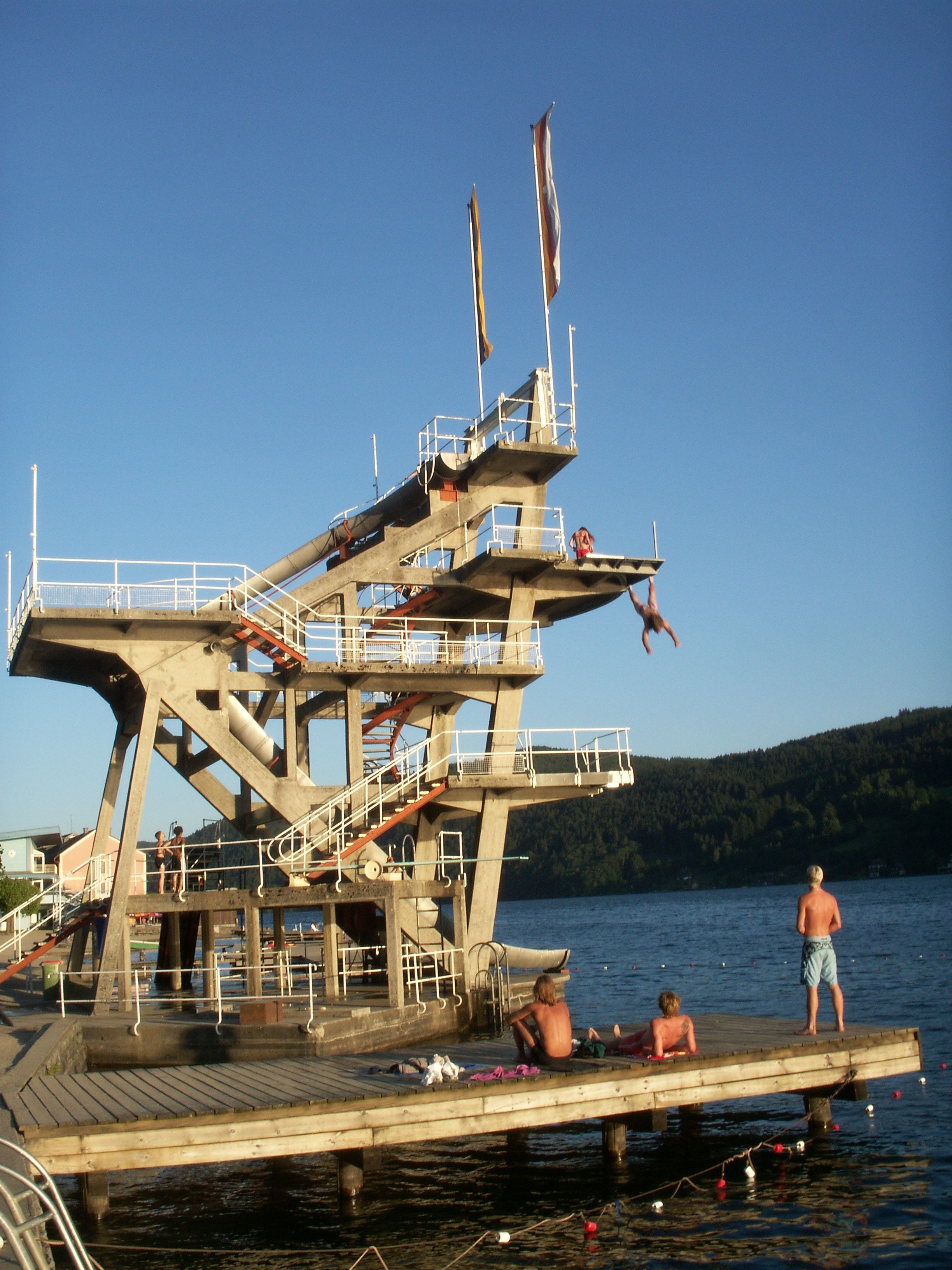
Sprungturm im Millstätter Strandbad 2006, bis 2019 gesperrt

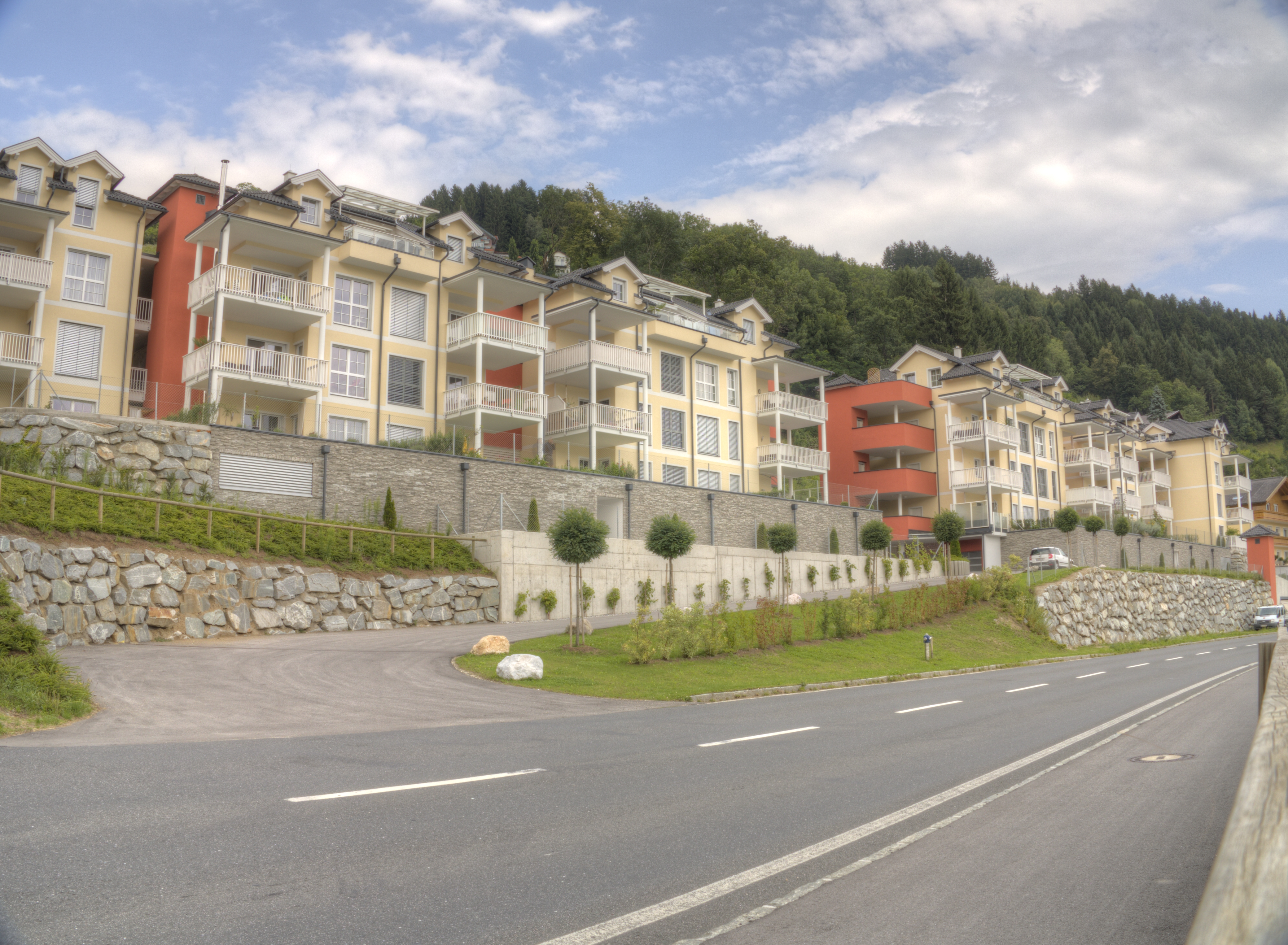
Zweitwohnsitze anstelle des frühen Seeschlössels

Die vermutlich erste Beschreibung in der Reiseliteratur findet sich beim Wiener Alpinisten und Hofkammerbeamten Josef Kyselak (1798–1831), der bei seiner Österreichwanderung von 1825 auch in Millstatt vorbeikam.
Er fand einen heruntergekommenen Ort mit neugierigen Menschen vor: „Markt Millstatt entschädigt nicht in seinen schlechten Häusern für die verlorene Pracht, die wie manches Glück nur einen Augenblick gedauert! Weniger vergißt man die dumme Art und Weise, fremden Reisenden Geschäfte und Pässe hier zu erforschen.“
In der zweiten Hälfte des 19. Jahrhunderts begann sich Millstatt dem Fremdenverkehr zu öffnen, was durch den Bau der Drautalbahn von Marburg über Villach und Spittal nach Franzensfeste im Jahr 1873 begünstigt wurde. Erste Seebäder (Trebsche) und Gasthöfe (u. a. Burgstaller) wurden in dieser Zeit gebaut, Adlige und reiche Bürger bauten sich Villen am Seeufer. Ende Juli 1890 ist man ausgebucht. Es ist „wiederholt vorgekommen, daß die anlangenden Fremden sofort wieder umkehren mußten, weil absolut kein Quartier für sie aufzutreiben war.“ 1894 verzeichnete Millstatt 519 Einwohner, 13 Gasthäuser und 320 Gästezimmer. Der Wiener Advokat Alexander Pupovac ließ den Südtrakt des ehemaligen Ordensschlosses zu einem Hotel umbauen, der als „Lindenhof“ am 15. Juni 1901 feierlich eröffnet wurde. In Fremdenführern und Prospekten des späten 19. Jahrhunderts werden u. a. Wanderungen in die Dörfer auf dem Millstätter Berg und der Millstätter Alpe besonders wegen der sehr schönen Aussicht empfohlen. Ein beliebter Weg führte durch die Schlucht zum Herzog- und Rautfeldbauerfall. Beliebt war auch der „Hochweg“ zur Rainer-Hube, ein Landgasthaus, die spätere Volksschule Obermillstatt. Von ersten Touristennächtigungen am früheren Gemeindegebiet Obermillstatt wird 1900 aus Dellach berichtet.
Mit dem Bau der Tauernbahn 1909 war Millstatt auch für deutsche Urlauber leichter erreichbar. Mit dem Ersten Weltkrieg kam der erste große Einbruch im aufkommenden Fremdenverkehr. Da in Millstatt die Gäste ausblieben, war auch der Bedarf an landwirtschaftlichen Erzeugnissen vom Millstätter Berg stark gesunken. In der Zwischenkriegszeit erholte sich der Fremdenverkehr schnell. 1924 wurde die Straße von Millstatt nach Obermillstatt gebaut und ersetzte den alten Hohlweg, von dem ein Stück noch heute neben dem Kalvarienberg gut erkennbar ist. Die ersten Autos kamen nach Obermillstatt. Ab 1930 gab es bereits am gesamten Millstätter Berg Fremdenzimmer.
1921 wurde Millstatt offiziell zum Kurort. Um den Gästen das Flair eines Kurortes zu bieten, engagierte man von 1929 bis 1933 während der Hauptsaison eine 25 Mann starke Kurkapelle, die täglich im Musikpavillon auf der Strandpromenade konzertierte. Ab 1929 begann man unter der Leitung von Bürgermeister Arthur Ritter von Przyborski mit der Verbesserung der Straßen, mit der Errichtung von Tennisplätzen, der Erweiterung des Strandbades um 42 Kabinen und den Bau eines Sprungturmes (1931 eröffnet).

### Weltwirtschaftskrise

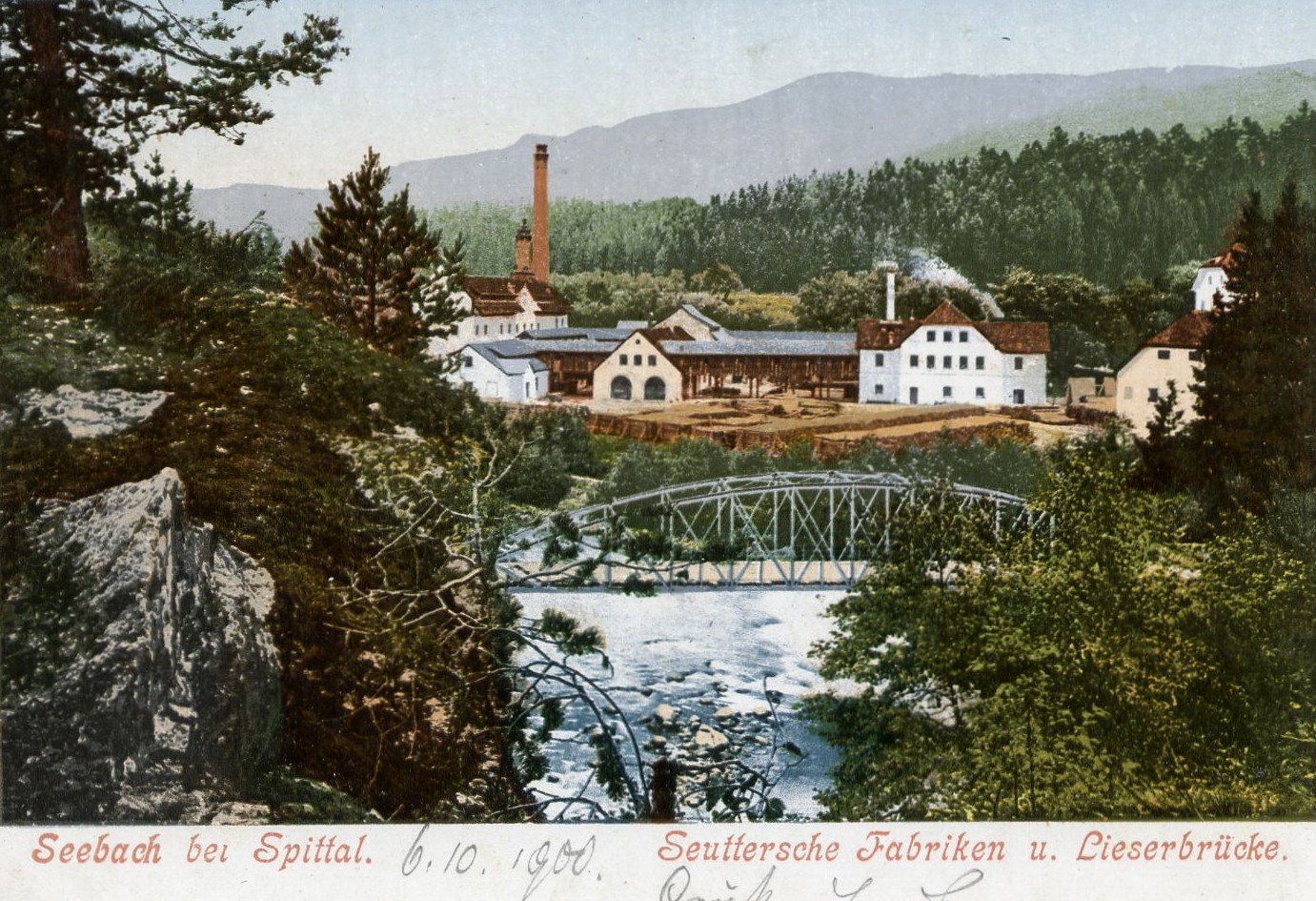
Von illegalen Nazis am 29. Juni 1934 gesprengte Lieserbrücke in Seebach

Der verlorene Erste Weltkrieg mit dem Ende der Monarchie hatte massive wirtschaftliche Auswirkungen. 1921/22 wurde durch die große Inflation das Bargeld wertlos. 1925 kam die Umwechslung von Kronen in Schilling. Ein Höhepunkt der Weltwirtschaftskrise in Österreich war die Pleite der größten Bank, der Creditanstalt im Sommer 1931. Im Herbst gab es einen Versuch der Heimwehr, die Macht in Österreich durch einen Putsch zu übernehmen. Vor dem Hintergrund dieser labilen Situation fanden am 24. April 1932 in einigen Bundesländern Landtags- bzw. Gemeindewahlen statt, wobei die NSDAP auf Kosten von Großdeutscher Volkspartei und Landbund massiv gewann. Dabei konnte die NSDAP im österreichweiten Vergleich in Kärnten nicht nur in den Städten, sondern auch in den Landgemeinden die größten Erfolge erzielen. 1930 lag die NSDAP österreichweit erst bei 3 %. In Millstatt erzielte sie 9,2 %, das war 1 von 16 Mandaten.
Die nationalsozialistische Propaganda war stark und wurde von vielen geglaubt. Als Folge der Wirtschaftskrise gab es im Fremdenverkehrsort Millstatt immer weniger Gäste. Die Auswirkungen auf das Gewerbe und den Arbeitsmarkt waren entsprechend. Unter dem Eindruck der Arbeitslosigkeit sahen besonders die jungen Männer im Nationalsozialismus die Rettung. Es wird von Langzeitarbeitslosen berichtet, die sich über Jahre ohne Entlohnung nur für die Verpflegung bei Bauern verdingten und sich entsprechend ausgebeutet fühlten. Aber auch den Bauern ging es wirtschaftlich nicht besonders gut und die Nationalsozialisten lockten mit Versprechungen wie einer vollkommenen Entschuldung, Subventionen (Heimatschilling), Ankauf überschüssigen Viehs und sonstigen wirtschaftlichen Vorteilen eines gemeinsamen Großdeutschen Reiches.
Nach dem Aufbau der bis 1933 legalen Parteistrukturen kam es zu Wirtschaftsboykotten. Nazis waren angehalten, vaterländisch eingestellte Geschäftsleute oder Bauern zu meiden und sie möglichst zu schädigen. Um die Anhänger entsprechend aufzuhetzen, gab es geheime nächtliche Zusammentreffen, von denen auch in der Millstätter Gegend berichtet wird. Da die NSDAP bei der Auswahl des Personals auf keine geeigneten Personalressourcen zugreifen konnte, war man nicht wählerisch. Kriminelle konnten leicht Karriere machen. Der SA-Sturmführer von Millstatt hatte fünf Vorstrafen, sein Stellvertreter drei Verurteilungen wegen schweren Betrugs.

### „Brauner Terror“ und Juliputsch
Anfang 1933 kam Adolf Hitler in Deutschland an die Macht, was die österreichischen Nationalsozialisten in ihrem Eifer massiv bestärkte. Im März 1933 verhinderte der christlichsoziale Kanzler Engelbert Dollfuß das Wiederzusammentreten des Parlaments und nutzte dies für einen Staatsstreich zur Etablierung eines Ständestaats. Die Nazi-Terroraktionen nahmen massiv zu, was im Juni 1933 zu einem Verbot der NSDAP durch das Dollfuß-Regime führte. Bis 1938 starben österreichweit ca. 800 Menschen am Terror der illegalen NSDAP, wobei 164 während des Juliputsches ums Leben kamen und 636 zum Teil schwer verletzt oder materiell erheblich geschädigt wurden.
Spätestens ab der Tausend-Mark-Sperre die Nazideutschland 1933 zur Schädigung des österreichischen Tourismus verhängte, waren die wirtschaftlichen Schwierigkeiten auch bei den Millstättern stark spürbar.
Nur mehr ganz wenige Deutsche waren bereit, diese Einreisegebühr, in heutigem Geldwert etwa 4000 Euro, auf sich zu nehmen.
Im Gebiet um den Millstätter See gab es ab Mai 1934 laufend Kämpfe zwischen den Formationen der Parteien und Festnahmen von Anhängern der NSDAP. Laut Zeitzeugen waren die politischen Aktionen der Nazis in der Gemeinde Obermillstatt Anfang der 1930er Jahre noch relativ harmlos. Es gab Hakenkreuzschmierereien, Hakenkreuzbeflaggung an markanten Stellen im Wald oder auf Bergen abgebrannte Feuer in Hakenkreuzform auf Mirnock, Goldeck oder Gmeineck.
In der Nacht zum 29. Juni 1934 gab es erstmals schwere Sachbeschädigungen mit gestohlenem Sprengstoff aus dem Magnesitwerk Radenthein. Zwecks Einschüchterung politischer Gegner sprengten Anhänger der nun verbotenen NSDAP das neuerbaute Wohnhaus des ständestaatlich eingestellten Fabrikarbeiters Stefan Steurer in Dellach. In derselben Nacht erfolgte der bis dato größte Anschlag in Kärnten, die Sprengung der großen, eisernen Lieserbrücke bei Seebach, wodurch das Millstätter Seegebiet vorübergehend vom Anschluss zur Eisenbahn abgeschnitten war. Am Wörthersee scheiterte ein Anschlag auf den Wiener D-Zug. Beide Aktionen waren dezidiert darauf ausgerichtet, auch noch dem Inlandsfremdenverkehr zu schaden.
Einen knappen Monat später, zwischen 25. und 30. Juli 1934, gab es einen groß angelegten nationalsozialistischen Umsturzversuch. Man geht davon aus, dass Hitler persönlich der Initiator war. In Wien überfielen als Soldaten des Bundesheeres sowie als Polizisten verkleidete SS-Männer das Bundeskanzleramt sowie die RAVAG und erzwangen eine Falschmeldung im Radio, die das vereinbarte Signal war, auf das hin Nationalsozialisten in ganz Österreich mit einer „Erhebung“ beginnen sollten. Besonders in der Steiermark und Kärnten kam es in den folgenden Tagen zu teils heftigen Gefechten zwischen den Nationalsozialisten und den Streitkräften der Bundesregierung, Bundesheer, Polizei, Gendarmerie und selbstständig operierende Einheiten „regierungstreuer“ Wehrverbände, der Heimwehr. In diesen Tagen wurden auch Freiwillige Schutzkorps wie die Ostmärkische Sturmscharen mobilisiert.
Wie in ganz Kärnten gab es auch in Millstatt Kämpfe. Am 27. Juli um vier Uhr morgens kamen etwa fünfzig schwer bewaffnete Nazi-Putschisten auf der Straße aus Radenthein, eröffneten das Feuer und nahmen die zwei Millstätter Gendarmen und fünf Schutzkorps-Leute, die sich ihnen entgegenstellten, gefangen. Sie betätigten die Sirene, um andere auf den Putsch wartende Nazis zu informieren, und befreiten die Millstätter und Obermillstätter, die seit den Sprengstoffanschlägen im Gemeindekotter einsaßen. Um fünf Uhr dreißig kamen die ersten 20 Alpenjäger des Bundesheeres aus Spittal, befreiten Gendarmen und Schuko-Leute. Laut Zeitzeugen waren die Putschisten nicht organisiert und flüchteten in die Wälder östlich des Ortes.
Sie wagten keinen Angriff, obwohl sie einstweilen auf circa 300 Personen aus dem Umland sowie dem Kirchheimer- und Gegendtal angewachsen waren und flüchteten durch die Wälder. Insgesamt starben ein Alpenjäger und zwei Heimwehrmänner. In ganz Österreich wurde der Putsch bis zum 30. Juli niedergeschlagen. Rund 4000 Nationalsozialisten wurden von Militärgerichten abgeurteilt, 13 hingerichtet, viele in Anhaltelager eingewiesen. Aus der Gemeinde Obermillstatt wurden sechs Personen (u. a. ein Bauer, ein Hilfsarbeiter, zwei Landarbeiter) ins Anhaltelager Wöllersdorf in Niederösterreich deportiert und waren dort etwa ein halbes Jahr in Gefangenschaft.
Reichere Nazis, z. B. Wirtshaussöhne, flohen ins Deutsche Reich nach Bayern zur Österreichischen Legion.
Das Erliegen des Fremdenverkehrs durch die politischen Kämpfe der Jahre 1933 und 1934 hatte zur Folge, dass die Gemeinde Millstatt mit allen Betrieben in Konkurs ging und unter Zwangsverwaltung der Hypothekenanstalt Klagenfurt gestellt wurde, deren örtlicher Vollstrecker Josef Pleikner war.

### Der „Anschluss“ und Krieg
Mit dem Anschluss Österreichs 1938 wurde es möglich, sich offen zum Nationalsozialismus zu bekennen. Da und dort wurden Hakenkreuze weithin sichtbar auf die Häuser gemalt. Bereits am 18. August wurden die Burschen des Geburtsjahrgangs 1917 zur Stellung bei der deutschen Wehrmacht in die Hauptschule Radenthein einberufen. Die Beteiligung an den entsprechenden Vorfeldorganisationen wie Hitler-Jugend, Sturmabteilung, Bund Deutscher Mädel oder der Ortsbauernschaft wurde verpflichtend. Auch hier wird von den üblichen NS-Verboten berichtet, wie das Abhören ausländischer Radiosender wie der BBC oder der Besuch des Religionsunterrichts. Beides wurde dennoch mit entsprechenden Vorsichtsmaßnahmen gemacht. Während die einen endlich Arbeit erhofften, sahen andere auch die Chance, durch Abschiebung der Nichtsystemkonformen ihren Besitz zu vergrößern. Besondere Nazi-Karrieren aus der Gemeinde sind nicht bekannt. Es gab militante HJ-Führer, einige SA-, aber auch freiwillige SS-Mitglieder. Für alle kam bald die Ernüchterung. Kaum eine Familie hatte im Zweiten Weltkrieg keine Opfer zu beklagen. Die meisten Männer der Umgebung wurden auf den Balkan eingezogen.
Das Gemeindegebiet selbst wurde durch kriegerische Ereignisse nicht in Mitleidenschaft gezogen. Zeitzeugen berichten nur von überfliegenden britischen oder amerikanischen Bomberverbänden, die die Eisenbahn im Drautal und die Städte Villach und Klagenfurt bombardierten.
Während des Krieges gab es neben dem sehr schwachen Fremdenverkehr amtlich angeordnete Einquartierungen. Ein direkt in Millstatt liegendes Quartier war das Haus am Eingang zur Schlucht. In der Umgebung wurden mehrere Lager der Kinderlandverschickung für circa 500 Kinder von ausgebombten Familien aus Berlin eingerichtet. In Obermillstatt wurde ein Reichsarbeitsdienstlager (RAD-Lager 4/224) erbaut. Dort befanden sich durchschnittlich 40 bis 50 Frauen, die bei den Bauern der Umgebung landwirtschaftliche Arbeiten zu verrichten hatten. An der Stelle des ehemaligen Lagers wurde 1977 die neue Volksschule errichtet. Die Gemeinde Millstatt fiel in der Besatzungszeit unter britische Verwaltung. Das Headquarters war im Schloss Heroldeck untergebracht. Auch andere Millstätter Villen wurden zur Unterbringung der Soldaten akquiriert. Zur Versorgung der Truppen hatte die einheimische Bevölkerung Lebensmittel abzuliefern. Zeitzeugen berichten noch von den Exerzierübungen der Briten auf der heutigen Bundesstraße und zeichnen ein insgesamt positives Bild von den Engländern, die immer wieder Lebensmittel verteilten. Auf der Suche nach versteckten oder durchziehenden Nationalsozialisten auf der Flucht durchkämmten die Briten immer wieder den Millstätter Berg und fuhren gelegentlich mit ihren Jeeps auf die Millstätter Alpe.

### Nachkriegszeit und Entwicklung einer neuen Ausrichtung

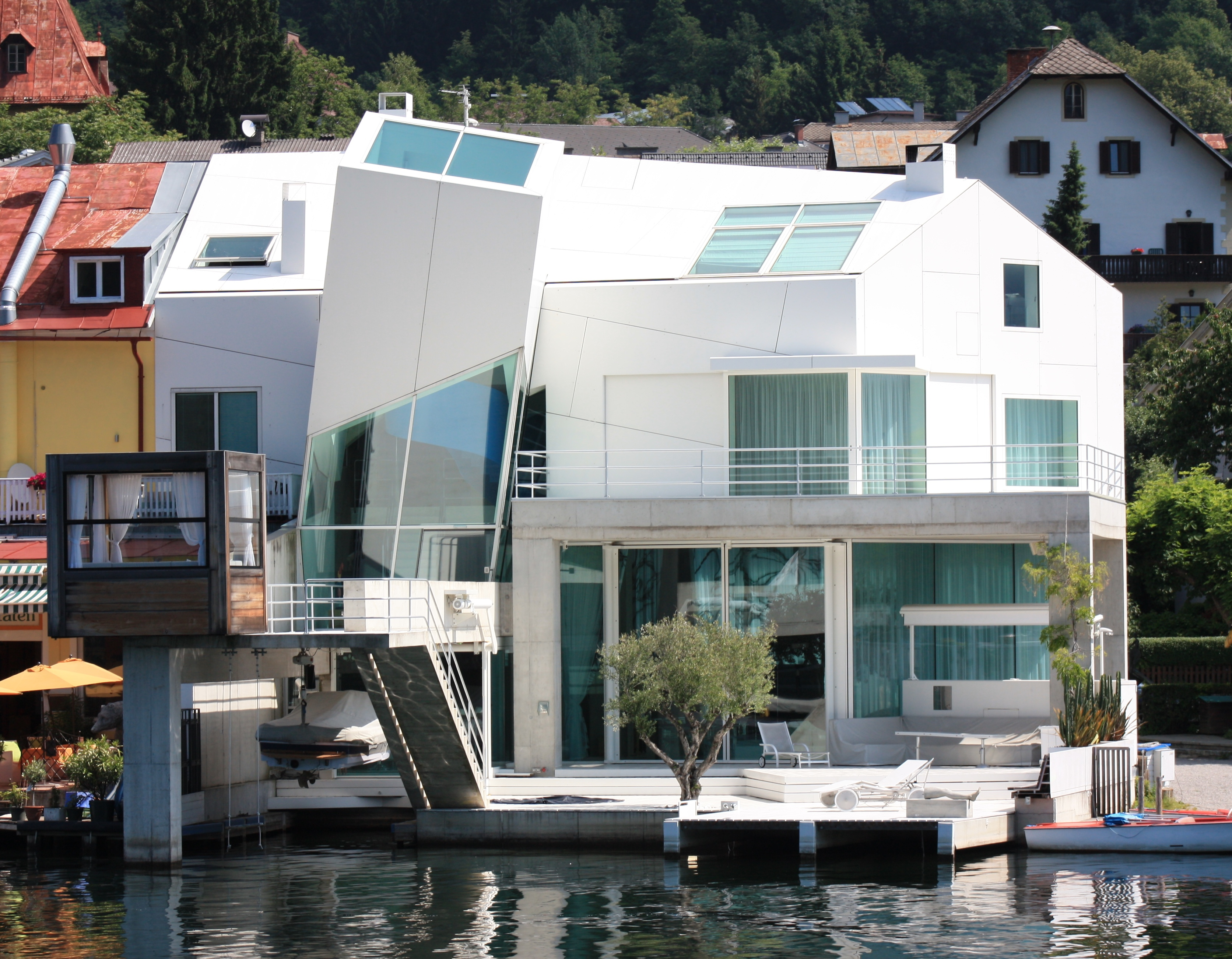
Villa Soravia von Coop Himmelblau

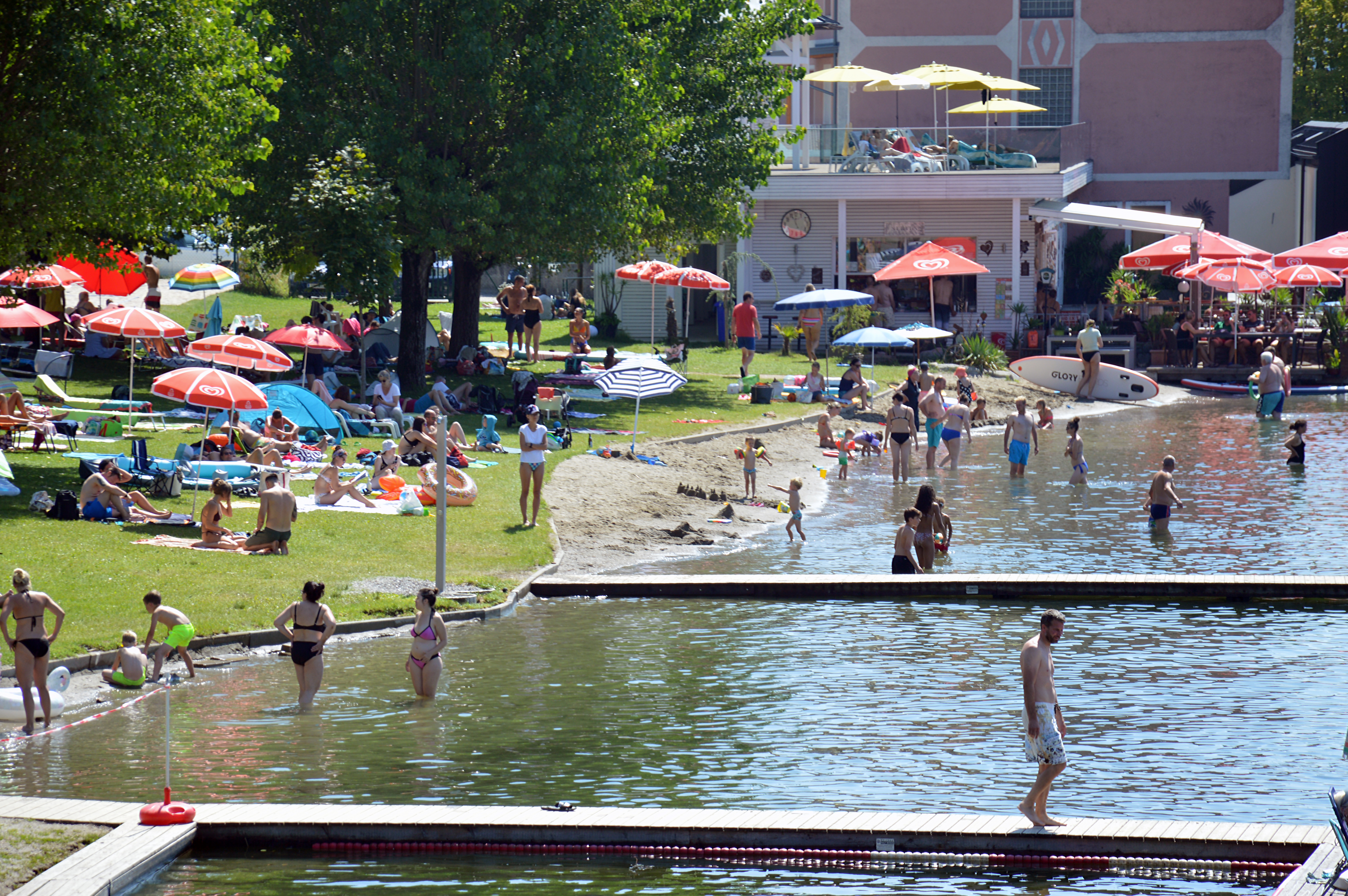
Strandbad Millstatt im Jahre 2023.

In den Jahren des „Wirtschaftswunders“ ab den 1960er Jahren erlebte der Millstätter See beim Fremdenverkehr einen starken Anstieg, insbesondere durch westdeutsche Reiseveranstalter, Individualreisende und Camper. Die negativen Auswirkungen des Massentourismus auf Umwelt und Kultur wurden anfangs ignoriert. Die Einleitung der Abwässer von Haushalten und Industrie (Magnesitwerk Radenthein) in den See führte schon 1955 zur Zunahme der Schwebalgen und in weiterer Folge zu Verkrautung und Algenwachstum. Die durchschnittliche Sichttiefe nahm bis zum Höhepunkt der Eutrophierung 1972 von 6 auf 2 Meter ab. Das Auftreten der Burgunderblutalge führte zu einer spektakulären „Wasserblüte“. Im Sommer 1972 kam der Badebetrieb nahezu zum Erliegen. Um diese Zeit kreuzten „an die siebzig“ laute Privat-Motorboote auf dem Wasser.
Ab 1967 wurden die ersten Baumaßnahmen zur Entwicklung einer Ringkanalisation begonnen, um die Badequalität des Sees zu erhalten.
Der Ausbau der Kanalisation am Millstätter See führte zu einer allmählichen Besserung. Seit 2004 ist die Algenbiomasse wieder auf einem niedrigen Stand.
Die Nächtigungszahlen in den Gemeinden am See hatten um 1980 mit 850.000 ihren Höhepunkt erreicht, waren bis Ende der 1990er Jahre rückläufig und sind seither bei etwa 320.000 stabil.
Etwa 85 % entfallen auf den Sommertourismus.
Eine größere Mobilität der bisherigen Gäste veränderte deren Reiseverhalten. Südlichere Reiseziele wurden attraktiver. Die gesunkenen Gästezahlen und die regenerierte Umwelt – das Seewasser hat wieder Trinkwasserqualität, private Motorboote sind verboten – ermöglichen einen Qualitätstourismus. Viele private Pensionen haben ihr Zimmerangebot reduziert oder vermieten nicht mehr. Größere Häuser, die in der Blütezeit nicht investiert hatten, mussten den Betrieb einstellen und werden durch Neubauten ersetzt, die nach und nach das lange gleichbleibende Ortsbild verändern. Markant ist die Villa Soravia von Coop Himmelblau anstelle des „Strandhotel Marchetti“. Es entstanden Wohnbauten wie beim „Gasthaus zur Glocke“ oder dem „Millstätter Hof“. Nach und nach werden hochpreisige Ferienwohnungen wie beim „Seehotel Löcker“, dem „Seeschlössel Millstatt“ oder dem „Sonnenhof“ in Dellach gebaut.
Der Name der Marktgemeinde wurde zum 1. Juli 2012 in Millstatt am See geändert.
Um die kurze Hochsaison von Juli bis August zu verlängern, wurde im westlichen Bereich des Millstätter Strandbads das erste Kärntner Badehaus, ein Schwimmbad in Holzbauweise (Passivhaus) mit Wellnessbereich Ende November 2012 eröffnet.
Das Haus ist im Stil der Wörthersee-Architektur um 1900 gebaut. Aus Energieeffizienzgründen gibt es keinen Indoor-Pool. Die Energie des Hauses wird aus Solarthermie und Photovoltaik bezogen. Die Gemeinde Millstatt trug 1,2 Mio. der 3,8 Mio. Euro Errichtungskosten. Das alte baufällige Millstätter Hallenbad von 1969 wurde abgerissen.

### Naturkatastrophen

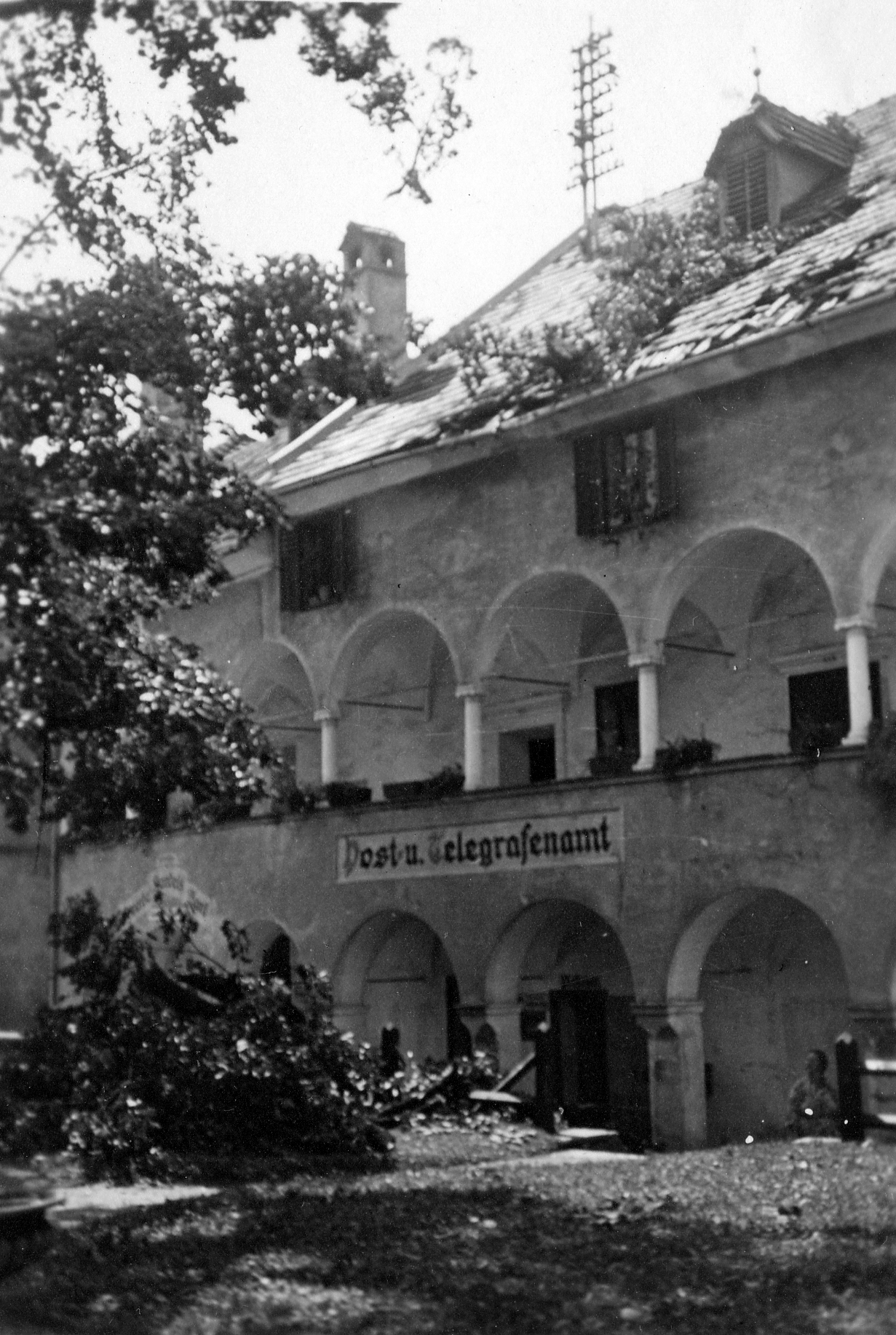
Sturmschaden im Stift Millstatt

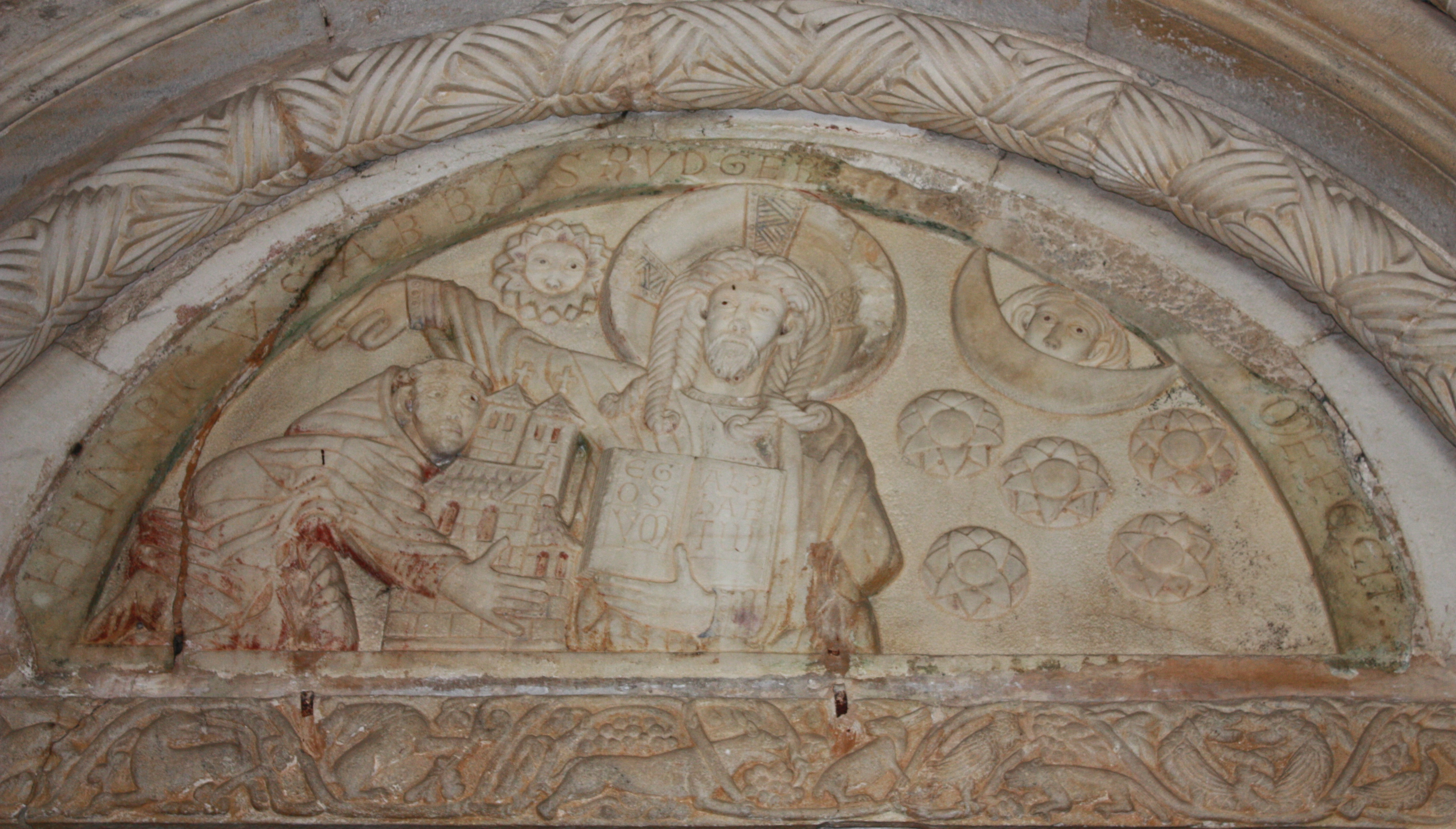
Risse am Portal zur Stiftskirche Millstatt

Wenn es in Millstatt zu Naturkatastrophen kommt, sind dies meist Starkregen und Sturm, seltener Hagel und Dürre oder Erdbeben (Detailaufstellung zu Ereignissen im gesamten Gemeindegebiet siehe Naturkatastrophen am Millstätter Berg). Die schlimmsten Unwetter entstehen dann, wenn ein Mittelmeertief von der Po-Ebene über Friaul weiter nach Norden über Oberkärnten zieht und die Wolken aufgrund spezifischer Luftströmungen tief sinken und sich entlang der Millstätter Alpe stauen. In solchen Fällen können innerhalb sehr kurzer Zeit auch kleinere Bäche zu reißenden Wildbächen werden, die viel Geschiebe vom Berg ins Tal bringen. Gut erkennbar sind die Schwemmkegel z. B. in Millstatt, Pesenthein oder Görtschach. Während die alten Bauernhöfe durchwegs auf überschwemmungssicheren Plätzen liegen, wurden im 20. Jahrhundert viele Gebäude nahe an die Bächen gebaut. Aufgrund der Hochwässer in den 1950er und 1960er Jahren gibt es an allen relevanten Bächen am Millstätter Berg eine Wildbachverbauung. Da Millstatt nur rund 30 km von der Erdbebenlinie Kanaltal – Villach entfernt liegt, sind immer wieder Erdbeben zu spüren. Historisch sind Naturereignisse vor allem dann dokumentiert, wenn sie zu größeren Schäden an herrschaftlichen Gebäuden und Kirchen geführt haben. Über Schäden von Naturkatastrophen an den meist einfachen Holzhäusern der Untertanen gibt es keine Berichte.
- 1201: Am 4. Juni erschütterte ein Erdbeben mit dem Epizentrum im Liesertal Oberkärnten.[38]
Von einstürzenden Gebäuden aus Millstatt wird zwar nicht explizit berichtet, aber von größeren Schäden ist auszugehen. Die Vorhalle der Stiftskirche verlor durch Zumauern der Rundbögen und das Eingangsportal durch einen unter das Tympanon geschobenen Architrav ihren ursprünglichen Charakter.
- 1288: Nach einem Großbrand, der zwischen 1288 und 1290 stattgefunden haben muss, wurde unter Abt Otto IV. 1291 das Klostergebäude in Millstatt neu errichtet.
- 1348: Bei den Schäden des starken Erdbeben von Friaul 1348, bei dem es u. a. zum Bergsturz am Dobratsch kam, sind keine Schadensberichte aus Millstatt überliefert. Vermutlich wurde aber damals das Westwerk unter den Kirchtürmen gänzlich geschlossen und die Bogenöffnung der nördlichen Vorhalle verkleinert.
- 1690: Das gewaltige Erdbeben mit fast dreiwöchigen Nachbeben war ein einschneidendes Ereignis für die Millstätter Jesuitenherrschaft. Die Litterae Annuae der Jesuiten berichten dazu:

„Um fünf Uhr Nachmittags, während man die Vesper sang, erzitterte unter höllischen unterirdischen Lärm die Erde in der ganzen Gegend von einem Beben, wie man es seit Jahrhunderten nicht gehört hatte. Beim ersten Stoß stürzte der gemauerte Portikus für die Schiffe an der Seeseite ein. Von den hohen Türmen fiel eine steinerne Säule herab. An den Türmen selbst zeigten sich beträchtliche Klüfte.“

Die Behebung der Erdbebenschäden dauerte vier Jahre und erforderte umfangreiche Renovierungsarbeiten an der Stiftskirche und den Ordensgebäuden. Bis heute sind die Schäden am Tympanon, das zwischen 1691 und 1878 verputzt war, besonders aber am Architrav erkennbar. Dieser in vier Teile zerbrochene Marmorbalken stützt heute nicht mehr das Relief, sondern wird von diesem mittels Eisenklammern gehalten.
- 1904: Am 14. Juli gab es einen fluviatilen Feststofftransport, der über 14 Tage Aufräumarbeiten erforderte.[40]
Als Folge eines Wolkenbruchs auf der Millstätter Alpe kam es zu einer Überflutung von Häusern, Straßen, Gärten und Anlagen. Baumstämme, Steine und Erdmassen zerstörten die märktische Wasserleitung und rissen Brücken und Mühlen in die Tiefe. Die 1899 vom Schmiedemeister Karl Silbernagl neu errichtete Schmiede mit Wagnerei und Elektrowerk am Eingang der Schlucht wurden schwerstens beschädigt. Von diesem Unwetter sind die ersten Fotos erhalten.[41]
Nach langwierigen Verhandlungen wurde schließlich im April 1913 von der k.k. Wildbachverbauung Villach mit den Sicherungsmaßnahmen im verbauten Gebiet in mehreren Jahresabschnitten begonnen.
- 1933: Am 19. August gab es ein großes Unwetter mit Sturm und enormen Wassermengen. Fünf große alte Linden auf dem Kalvarienberg wurden entwurzelt und die Straße zwischen Millstatt und Obermillstatt war unpassierbar.[42]
Die Linde im Stift brach zur Hälfte, ein Ast durchschlug das Stiftsdach neben dem Postamt. Die Linde im Lindenhof verlor den Hauptarm. Bei der Kantorvilla am Südufer ertrank eine Ganz. Am See gab es „haushohe“ Wellen. Der Schillerstrand und die Promenade zum Gröchenigbad standen unter Wasser.
- 1936: Hochwasser am Millstätter Riegenbach.[40]
- 1937: Im Mai Hochwasser und Murgang am Millstätter Riegenbach.[40]
- 1958: In der Nacht vom 31. Juli zum 1. August 1958 entluden sich auf der Millstätter Alpe mehrere wolkenbruchartige Gewitter, wogegen im Tal kein Tropfen Regen fiel. Im Oberlauf der Schlucht stauten sich die Wassermassen hinter einem Wall von Muren, Bäumen und Steinen und überfluten den Ort. Der Ort wurde durch 21.000 m³ Geschiebe vermurt. Dreizehn Personenwagen wurden in den See gespült, Teile von Häusern stürzten ein, Keller und Gärten wurden mit Schlamm überflutet und Straßen zu tiefen Bächen verwandelt. Sieben Menschen fanden den Tod.[43]
Auch der Pesentheiner Bach war bereits im Oberlauf bei Lammersdorf aus den Ufern getreten und hatte einen dort beschäftigten Arbeiter mitgerissen. Am Schluchtausgang bei Pesenthein wurden Autos und Zelte vom voll besetzten Campingplatz in den See spülten. Landwirtschaftliche Flächen wurden meterhoch verschottert.[40]
Ebenfalls große Vermurungen gab es in Görtschach. Als Schadensumme wurden alleine dort 630.000 Schilling angegeben. Insgesamt wurden in der Gemeinde 83 Häuser zum Teil zerstört.

## Bevölkerung

### Einwohnerentwicklung
| Millstatt am See: Einwohnerzahlen von 1869 bis 2024 | Millstatt am See: Einwohnerzahlen von 1869 bis 2024 | Millstatt am See: Einwohnerzahlen von 1869 bis 2024 | Millstatt am See: Einwohnerzahlen von 1869 bis 2024 | Millstatt am See: Einwohnerzahlen von 1869 bis 2024 |
| --------------------------------------------------- | --------------------------------------------------- | --------------------------------------------------- | --------------------------------------------------- | --------------------------------------------------- |
| Jahr                                                |                                                     |                                                     |                                                     | Einwohner                                           |
| 1869                                                | 1869                                                |                                                     | 1.636                                               | 1.636                                               |
| 1880                                                | 1880                                                |                                                     | 1.736                                               | 1.736                                               |
| 1890                                                | 1890                                                |                                                     | 1.813                                               | 1.813                                               |
| 1900                                                | 1900                                                |                                                     | 1.929                                               | 1.929                                               |
| 1910                                                | 1910                                                |                                                     | 2.019                                               | 2.019                                               |
| 1923                                                | 1923                                                |                                                     | 1.914                                               | 1.914                                               |
| 1934                                                | 1934                                                |                                                     | 2.085                                               | 2.085                                               |
| 1939                                                | 1939                                                |                                                     | 2.208                                               | 2.208                                               |
| 1951                                                | 1951                                                |                                                     | 2.813                                               | 2.813                                               |
| 1961                                                | 1961                                                |                                                     | 2.714                                               | 2.714                                               |
| 1971                                                | 1971                                                |                                                     | 3.071                                               | 3.071                                               |
| 1981                                                | 1981                                                |                                                     | 3.141                                               | 3.141                                               |
| 1991                                                | 1991                                                |                                                     | 3.270                                               | 3.270                                               |
| 2001                                                | 2001                                                |                                                     | 3.351                                               | 3.351                                               |
| 2011                                                | 2011                                                |                                                     | 3.380                                               | 3.380                                               |
| 2021                                                | 2021                                                |                                                     | 3.467                                               | 3.467                                               |
| 2024                                                | 2024                                                |                                                     | 3.482                                               | 3.482                                               |
| Quelle(n): Statistik Austria, Gebietsstand 1.1.2021 |                                                     |                                                     |                                                     |                                                     |

Nachdem die Einwohnerzahl in den ersten Jahrzehnten des Tourismus seit 1860 stetig auf etwa 2000 angestiegen war, blieb sie in der ersten Hälfte des 20. Jahrhunderts stabil. Die letzten Kriegsjahre sowie die ersten Jahre nach dem Zweiten Weltkrieg ließ die Bevölkerung vor allem durch Zuzug von Flüchtlingen und heimatvertriebenen Menschen aus den Ostgebieten des zusammengebrochenen Deutschen Reichs bis 1951 auf 2813 ansteigen. In den darauf folgenden zwei Jahrzehnten stieg die Anzahl der Nächtigungen auf das Zehnfache an, was auf die Einwohnerentwicklung aber einen vergleichsweise geringen Einfluss hatte: In den fünfzig Jahren zwischen 1951 und 2001 wuchs die Bevölkerung lediglich um 19 % an.

### Nationalitäten
Laut Volkszählung 2001 hatten 94,7 % der Einwohner Millstatts die österreichische Staatsbürgerschaft. Den größten Anteil der ausländischen Bevölkerung stellten deutsche (2,4 %) und kroatische (1,0 %) Staatsangehörige, andere Nationalitäten knapp 2 %. Als Umgangssprache wurde deutsch von 96,4 % der Bevölkerung genannt, 1,4 % kroatisch und 2,2 % andere Sprachen.

### Religionen
In Millstatt bekennen sich 75,1 % der Einwohner zur römisch-katholischen und 16,6 % zur evangelischen Kirche. 0,6 % sind islamischen Glaubens und 5,5 % ohne religiöses Bekenntnis.
Regelmäßige katholische Gottesdienste werden in den Pfarrkirchen beim Stift Millstatt und in Obermillstatt abgehalten. Zur Wallfahrtskirche Matzelsdorf findet an jedem 13. des Monats von Mai bis Oktober eine Fatima-Wallfahrt statt. Jedes Jahr zu Fronleichnam findet eine besonders malerische Seeprozession auf Schiffen und Booten entlang dem nordöstlichen Seeufer statt, an der auch traditionell die Georgsritter teilnehmen.
Evangelische Gläubige feiern ihren Gottesdienst in den Sommermonaten in der Maria-Loretto-Kapelle bei der Stiftskirche, sonst in der Evangelischen Kirche in Unterhaus (Gemeinde Seeboden).

## Kultur und Sehenswürdigkeiten
- Stift Millstatt mit der ehemaligen Stifts- und heutigen Pfarrkirche St. Salvator und Allerheiligen
- Millstätter Kreuzgang und Stiftsmuseum Millstatt
- Katholische Pfarrkirche Obermillstatt hl. Johannes der Täufer: Die Kirche wurde im Zeitraum der Stiftsgründung erstmals urkundlich erwähnt. Ihre heutige Gestalt erhielt sie bei einem Umbau im Jahr 1614.
- Die über der Ortschaft Millstatt gelegenen Kalvarienbergkapelle ist ein um 1700 im barocken Stil errichteter, nach vorne geöffneter Bau. An der Altarwand befindet sich vor einer gemalten Landschaft eine geschnitzte Kreuzigungsgruppe mit den beiden Schächern und Maria und Johannes.
- Zwischen 1879 und 1920 ließen sich in Millstatt Adelige aus dem Kaiserreich Österreich zahlreiche Villen im Stil der Gründerzeit als Sommersitz erbauen. Diese prägen bis heute das Ortsbild. 20 sehenswerte Häuser entlang eines Villenwanderwegs sind speziell gekennzeichnet.[44]

Besonders markant sind die Villa Verdin (früher Hubertusschlössel), die Seevilla, die Villa Luisenheim (trägt heute den Namen Parkschlössl) oder die Villa Streintz.
- Das Domitian-Denkmal ist eine 4,20 m hohe Plastik des Italieners Giorgio Igne. Sie steht auf einer Plattform im See vor dem Schillerpark. Zwei weitere Domitian-Darstellungen befinden sich in einer Nische des Hauses Burgstaller am Marktplatz in Millstatt sowie am Feuerwehrhaus der Freiwilligen Feuerwehr Millstatt

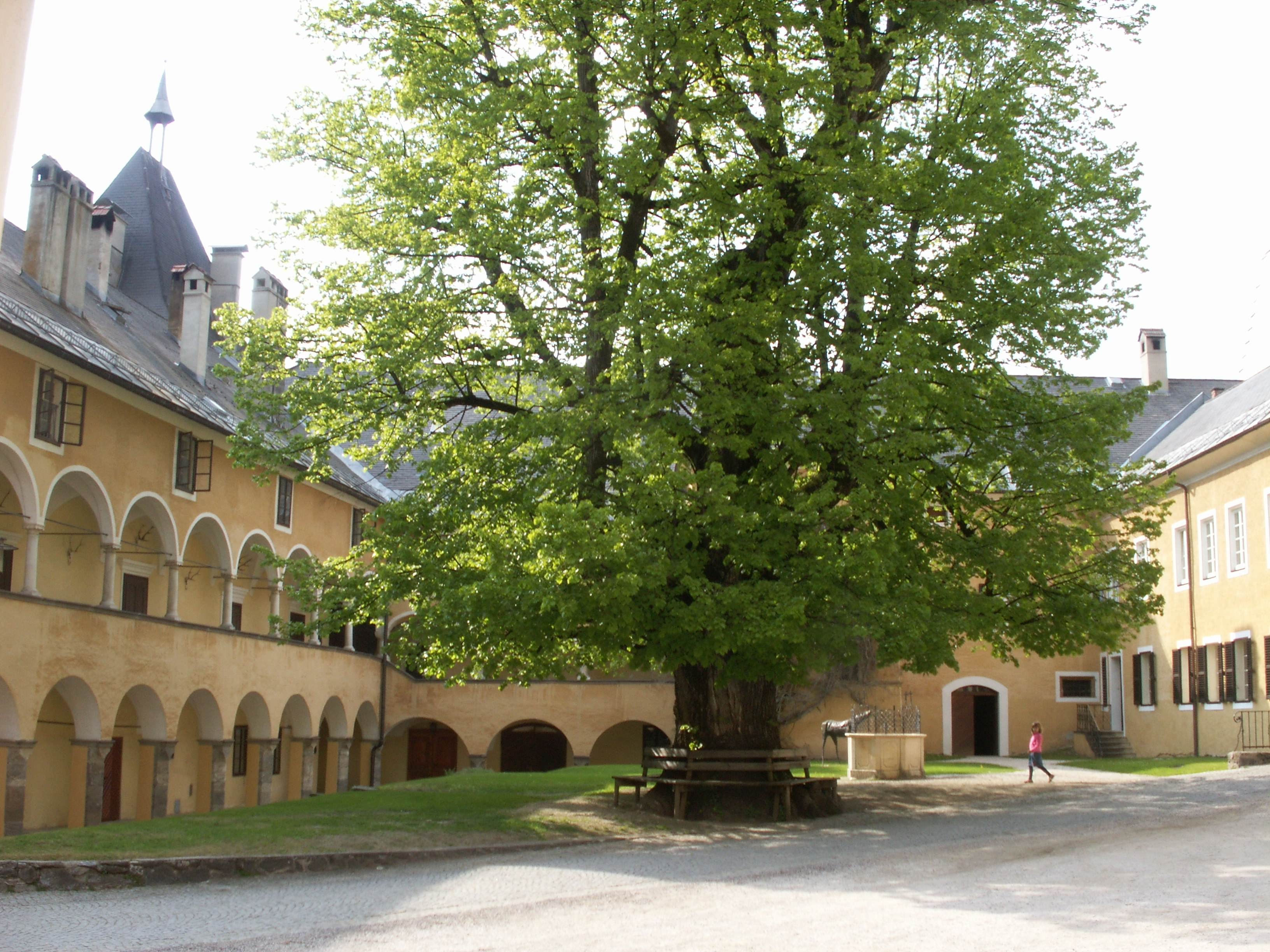
Innenhof des Stifts
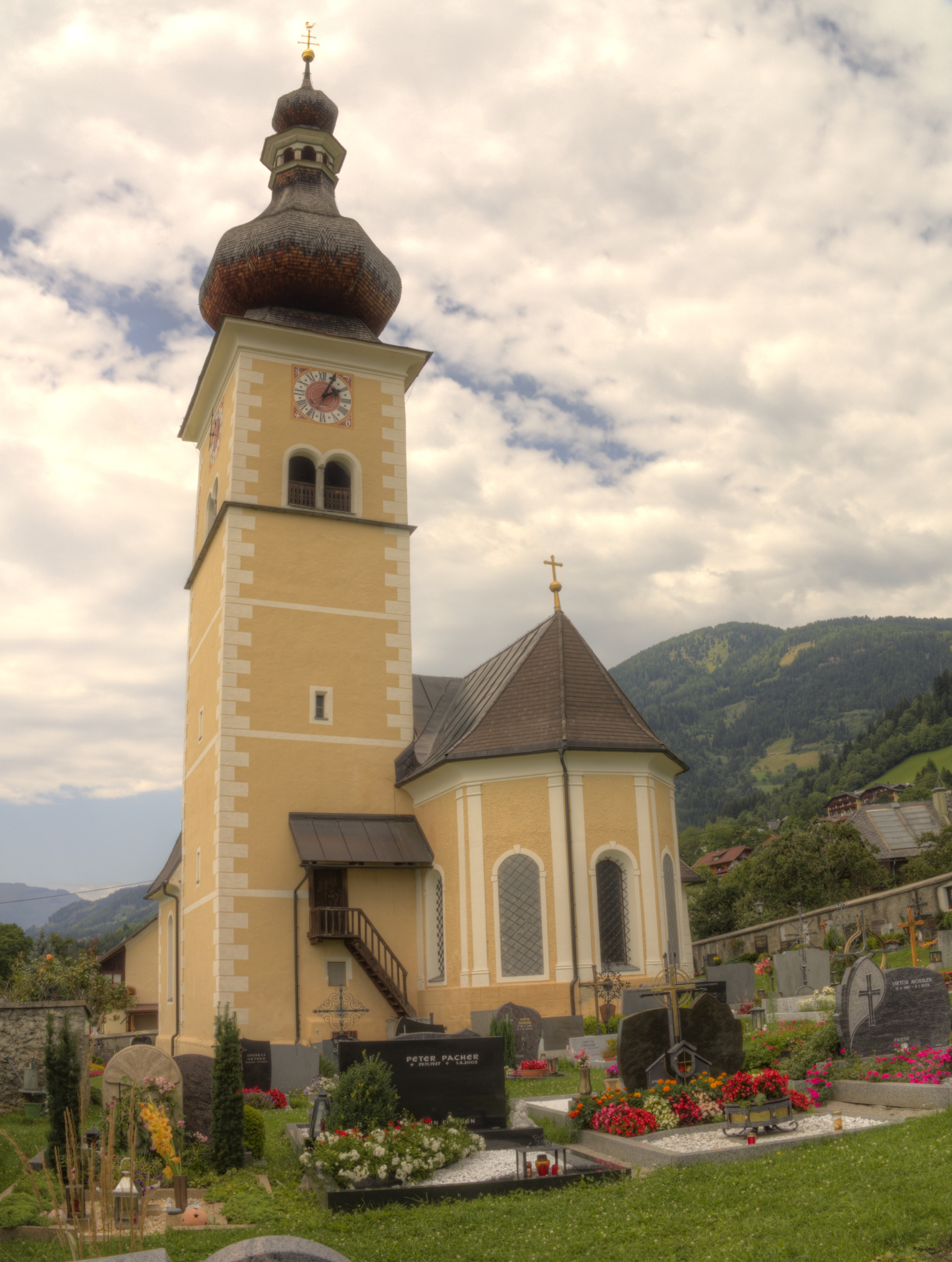
Pfarrkirche Obermillstatt
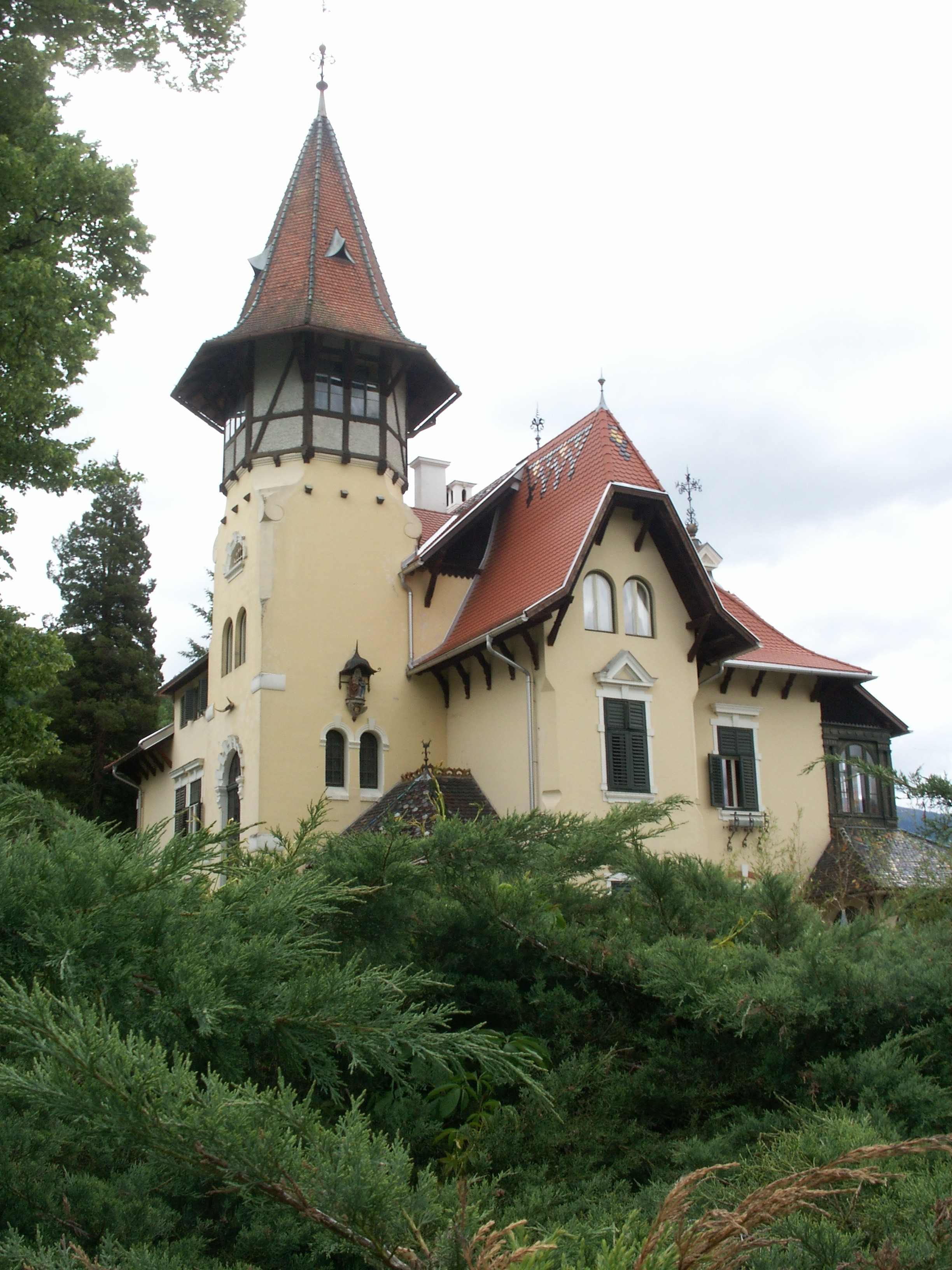
Villa Verdin
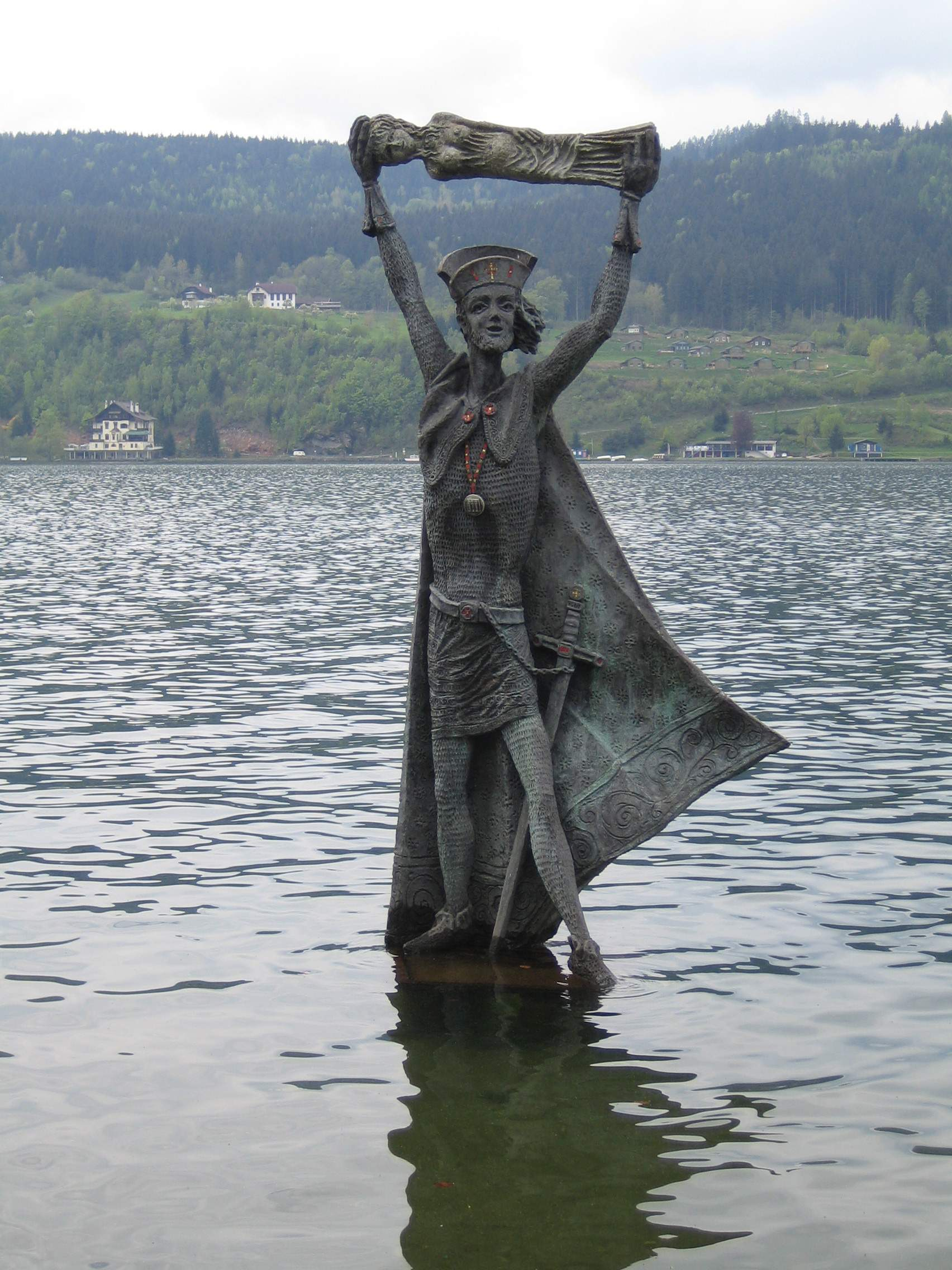
Domitian-Denkmal
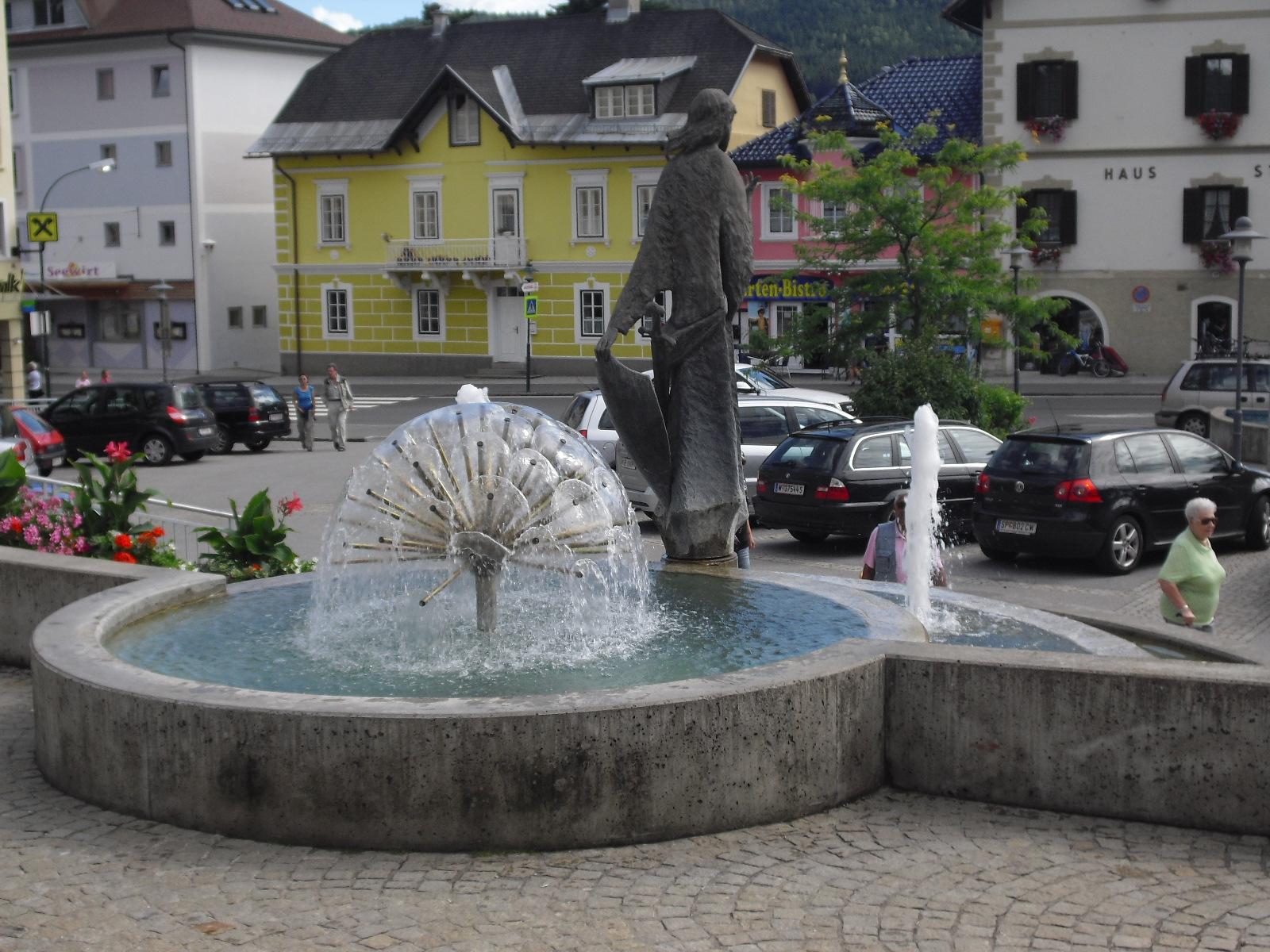
Brunnen auf dem Georgsritterplatz
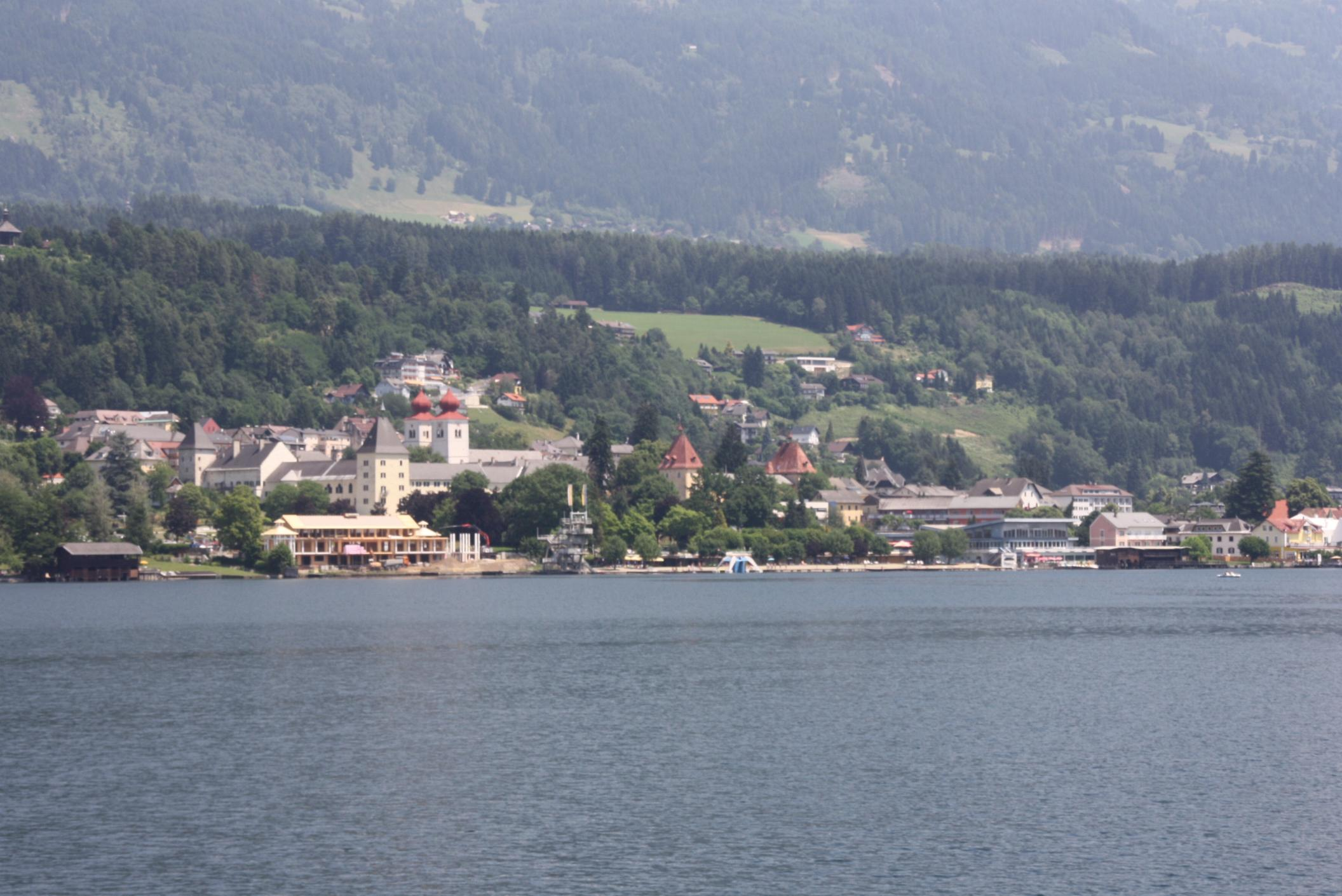
Seeansicht mit Neubau des Badehauses links

### Museen
- Das Stiftsmuseum Millstatt dokumentiert die Geschichte Millstatts anhand von Kunstwerken aus der römischen und der frühchristlichen Zeit sowie aus Romanik, Gotik, Renaissance und Barock. Als Besonderheit ist ein Kerker aus dem 16. Jahrhundert mit noch erhaltenen Wandkritzeleien von Gefangenen zu sehen. Das Rosenkranz-Museum, das sich ebenfalls im Stiftsgebäude befindet, zeigt Rosenkränze und andere Gebetsketten aus aller Welt, sowie Gebetbücher, Statuen und Ikonen.

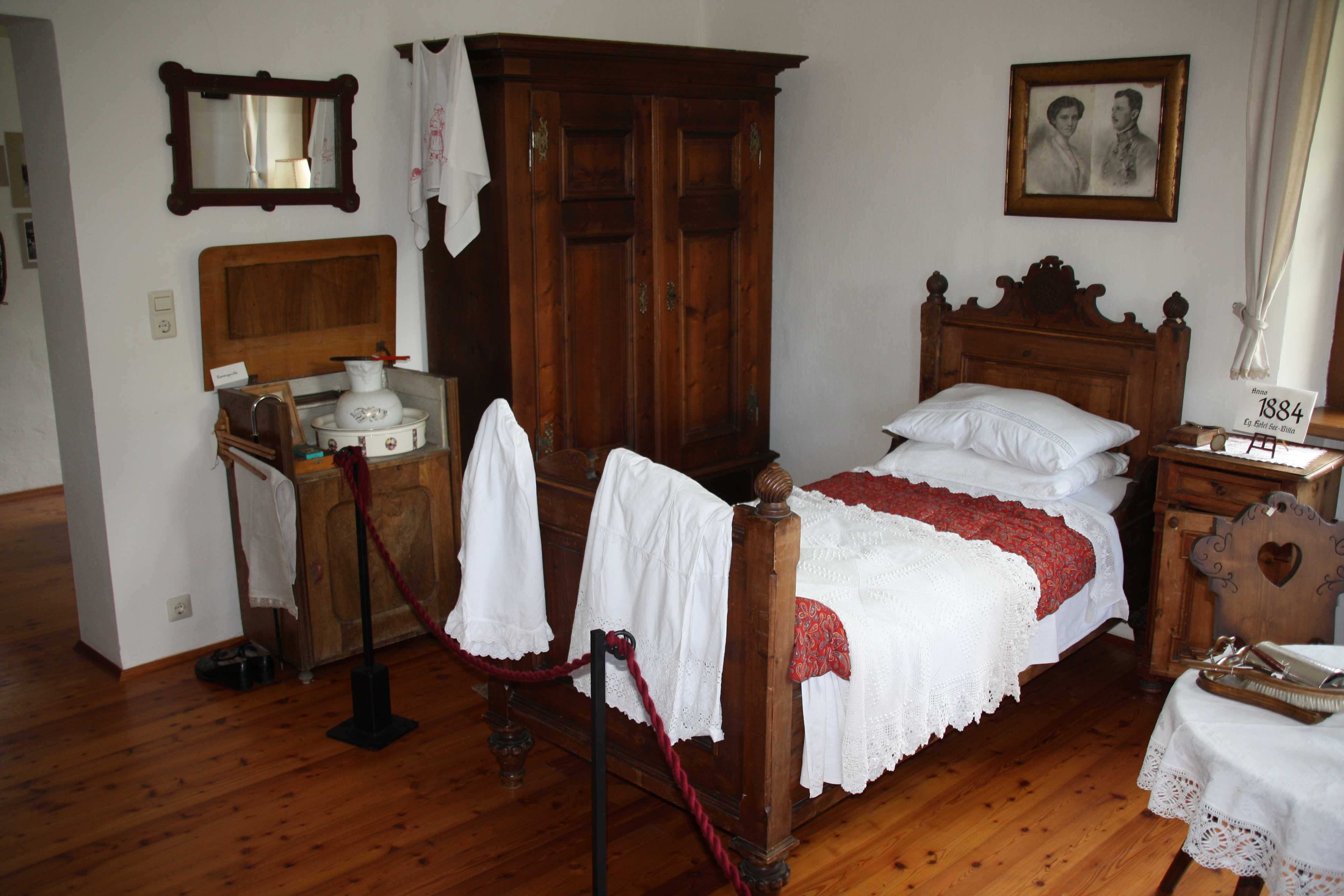
Ein Raum im Heimatmuseum Obermillstatt

- Das Heimat- und Fremdenverkehrsmuseum Millstatt Obermillstatt im ehemaligen Volksschulgebäude von Obermillstatt[46] zeigt dem Besucher die jüngere Entwicklung der Region. Die rund 500 Exponate stammen zum größten Teil aus den letzten 150 Jahren. Die Ausstellung ist nach Bereichen, teils in eigenen Räumen, gegliedert. Es gibt einen Haushalts- und Waschraum, landwirtschaftliche und handwerkliche Geräte (Tischlerei, Schuster, Flößerei, Fischfang am Millstätter See), eine Entwicklungsgeschichte des Fremdenverkehrs in der Gemeinde Millstatt, einen Gesundheitsraum, die Darstellung der Gästebeherbergung, einen Winterraum u. a. über das Eislaufen am See, eine Aufstellung der Vereine (Bürgergarde Millstatt, k.u.k. Kriegerverein Obermillstatt, die Freiwilligen Feuerwehren und Bürgerfrauen). Das Musikwesen wird dargestellt. Es gibt einen Überblick über das nationalsozialistische RAD- und spätere Kinderlager in Obermillstatt bzw. eine Dokumentation der großen Unwetterkatastrophen seit 1904. Die Sonderausstellung 2012 befasst sich mit der Geschichte des Handels in der Gemeinde und hat den Titel „Vom Weizen aus Argentinien bis zum Kontor in Millstatt“.

### Bildende Kunst

#### Galerien
In Millstatt gibt es folgende Galerien für Bildende Kunst:
- FORUM KUNST im Rahmen des „ART SPACE stift millstatt“[47]
- KUNSTradln Galerie und Café[48]
- „Alte Schule Millstatt“ (Galerie des Kunstvereins Kunst & Co.)
- Galerie August - Emporium[49]
- Galerie KlostergARTen der Künstler Elke Maier und Georg Planer
- „Friedensgalerie“ der Künstlerin Gudrun Kargl

#### Bildhauersymposien und Skulpturenwege
Millstatt war und ist Standort für internationale Bildhauersymposien und damit verbundenen Skulpturen im öffentlichen Raum, wie
- seit 1989  „Mille Statuae“: In Anlehnung an die Legende zur Namensgebung Millstatts sind an vielen Plätzen und Anlagen des Orts Skulpturen von bekannten nationalen und internationalen Künstlern ausgestellt und frei zu besichtigen. Sie stammen von Bildhauersymposien in Millstatt, veranstaltet von der Societá „Dante Alighieri“ mit Sitz in Spittal an der Drau[50]
- 2009  „WasserSteine SkulpturenSymposion“ Millstatt[51]

#### Kunstausstellungen
„KUNSTradln in Millstatt“ war eine internationale Kunstausstellung in Form von 25 Kunststationen, verteilt über ganz Millstatt, 2018–2020. Die Nachfolgeveranstaltung millstART konzentriert ihre Standorte auf das Stift Millstatt. Der Verein organisiert tägliche Führungen. Die Künstler kommen aus dem Alpen-Adria-Raum, Deutschland, USA und Japan.

#### Bildende Künstler
In Millstatt leben bzw. arbeiten (Stand 2018) folgende Künstler: Jochen Freymuth (Malerei, Bildhauerei), Otto Glanznig (Malerei), Thomas Györi (Bildhauerei, Land Art), Friederike Jäger-Schmölzer (Malerei), Gudrun Kargl (Malerei, Land-Art), Elke Maier (Rauminstallation, Land Art), Peter North (Malerei), Georg Planer (Bildhauerei, Rauminterventionen), Franz Politzer (Malerei, Bühnenbild), Michael Printschler (Bildhauerei), Karin Schlieber (Aquarellmalerei).

### Musik

#### Musikwochen Millstatt
Die seit 1977 jährlich stattfindenden Internationalen Musikwochen Millstatt sind ein auch überregional bekanntes Festival für geistliche und weltliche Chor- und Orchesterwerke sowie Kammermusik.

#### Internationales Gitarrenfestival
Das Internationale Gitarrenfestival „La Guitarra esencial“ findet jährlich seit 2008 statt bietet neben Konzerten aus allen Genres der Gitarrenmusik auch workshops an.

#### Chöre und Gesangsvereine
In Millstatt gibt es mehrere Chöre (u. a. Carinthia Chor Millstatt, Chorus Anónymus, Gemischter Chor Obermillstatt) und Gesangsvereine, die bei Veranstaltungen in der Region auftreten.

### Bürgergarde Millstatt
Die Privilegiert uniformierte Bürgergarde Millstatt ist ein historischer Verein und besteht seit dem 15. Jahrhundert. Die Garde führt die Tradition der früheren Bürgerwehr fort.

### Der Schluchtweg

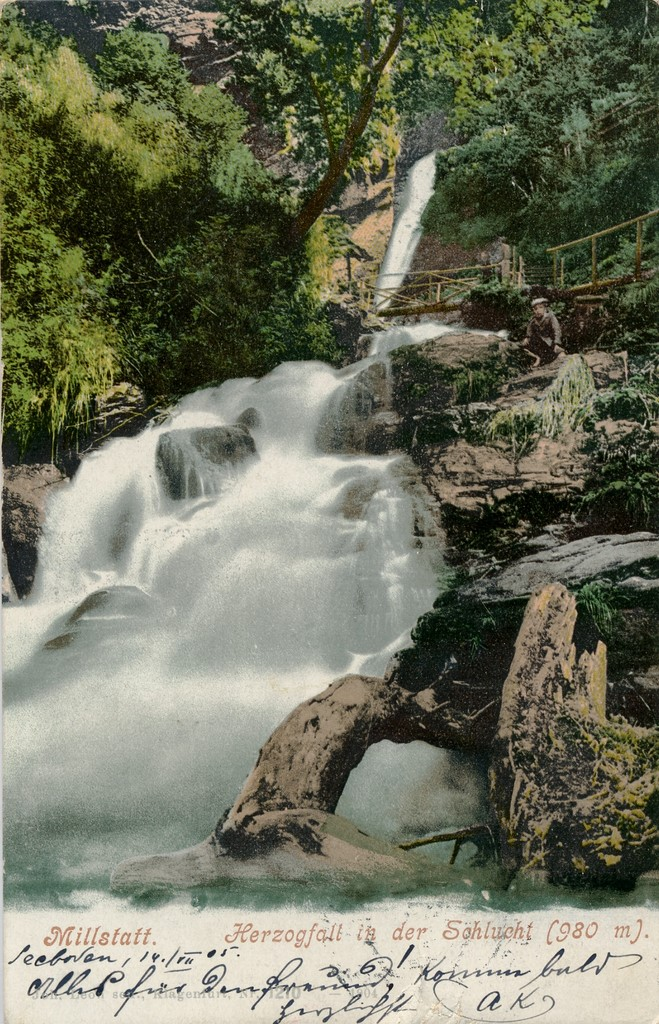
Herzogfall um 1904

Der Schluchtweg ist der untere und mittlere Teil eines Wanderwegs vom Ortszentrum Millstatt auf die Millstätter Alpe. Mit dem Aufkommen des Fremdenverkehrs wurde ab den 1880er Jahren entlang der Riegenbachschlucht (3,5 km) mit ihren Wasserfällen ein über viele Stufen und Brücken führender Wanderweg angelegt, von dem aus man die umliegenden Dörfer wie Obermillstatt besuchen und bis in die Nockberge gelangen konnte.
Die Gehdauer zur Alexander Hütte (1786 m ü. A.) oder Millstätter Hütte (1876 m ü. A.) über die Schwaigerhütte (1625 m ü. A.) beträgt ca. 3,5 Stunden. Der untere Teil des Weges teilt sich in Klangschluchtweg, Kräuterweg und Prof. Willi-Dungl-Kneipp-Biotrainingswanderweg.
Die Klangschlucht in den ersten 500 m der Schlucht, ein Teil des Kärntner Lebensraum-Wasser-Projekts, wurde 2012 mit acht Hörfeldern mit Klangtrichtern, Ohrensesseln und anderen Hörmöbeln neu gestaltet, um in der freien Natur akustische Experimente und Erfahrungen zu machen.
Im mittleren Teil der Schlucht gibt es Stationen für Wassertreten, Arm- und Gesichtsbäder und für bewusstes Atmen. Der Herzogfall und Rautfeldbauerfall im oberen Bereich der Schlucht waren schon um 1900 Motive für Ansichtskarten.

### Naturdenkmale
- „1000-jährige Linde“: Ehemaliger Gerichtsbaum im Stift Millstatt, etwa 350 Jahre alt. Die Linde ist im Eigentum der Österreichischen Bundesforste und seit 1933 unter Schutz.
- Die Hansbauer Linde südlich der Straße von Obermillstatt nach Lammersdorf ist etwa 130 Jahre alt. Der Baum steht seit 1953 unter Schutz.
- Die Linde in Kleindombra steht seit 1977 unter Schutz.[54]

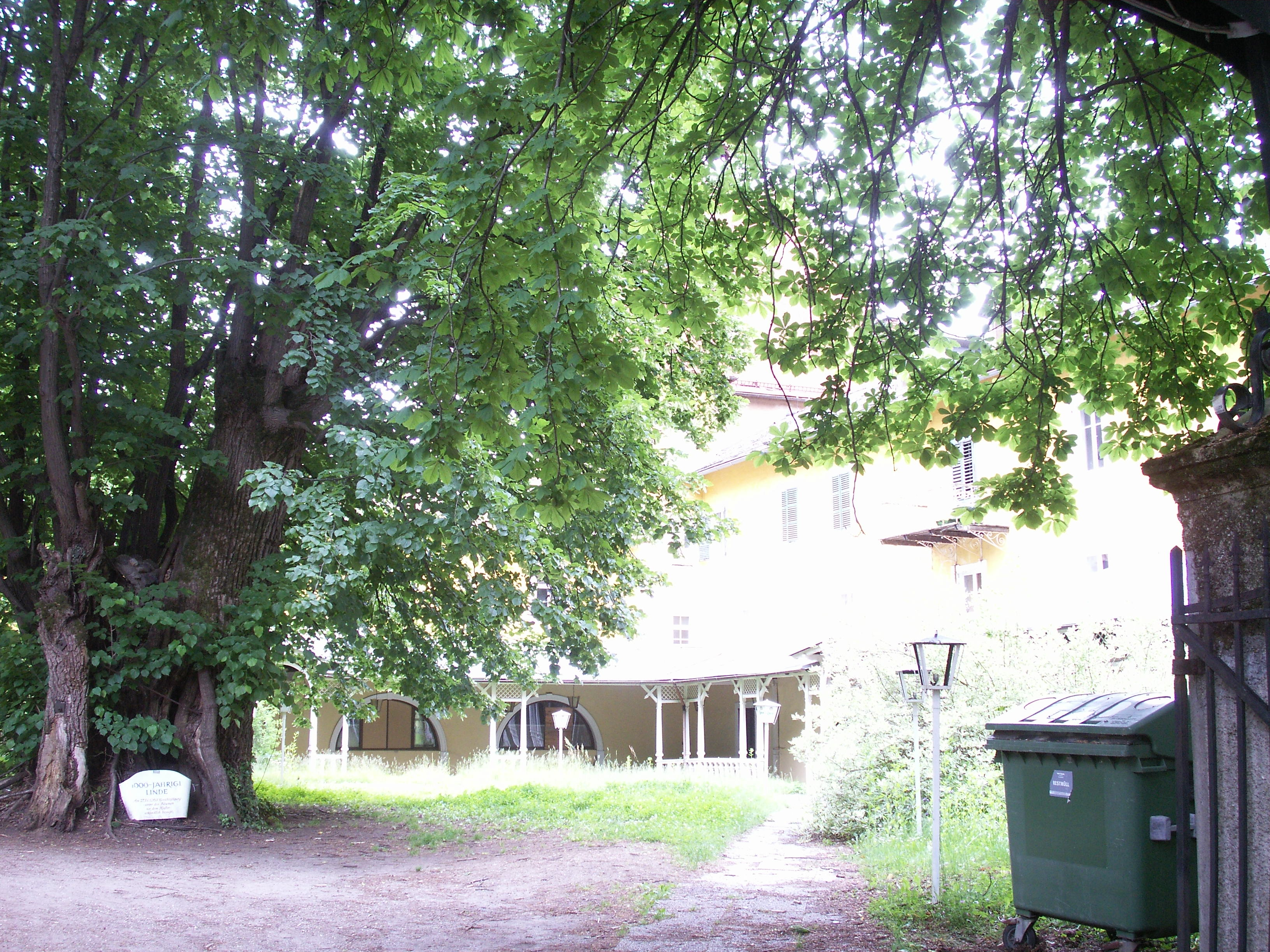
„1000-jährige“ Linde
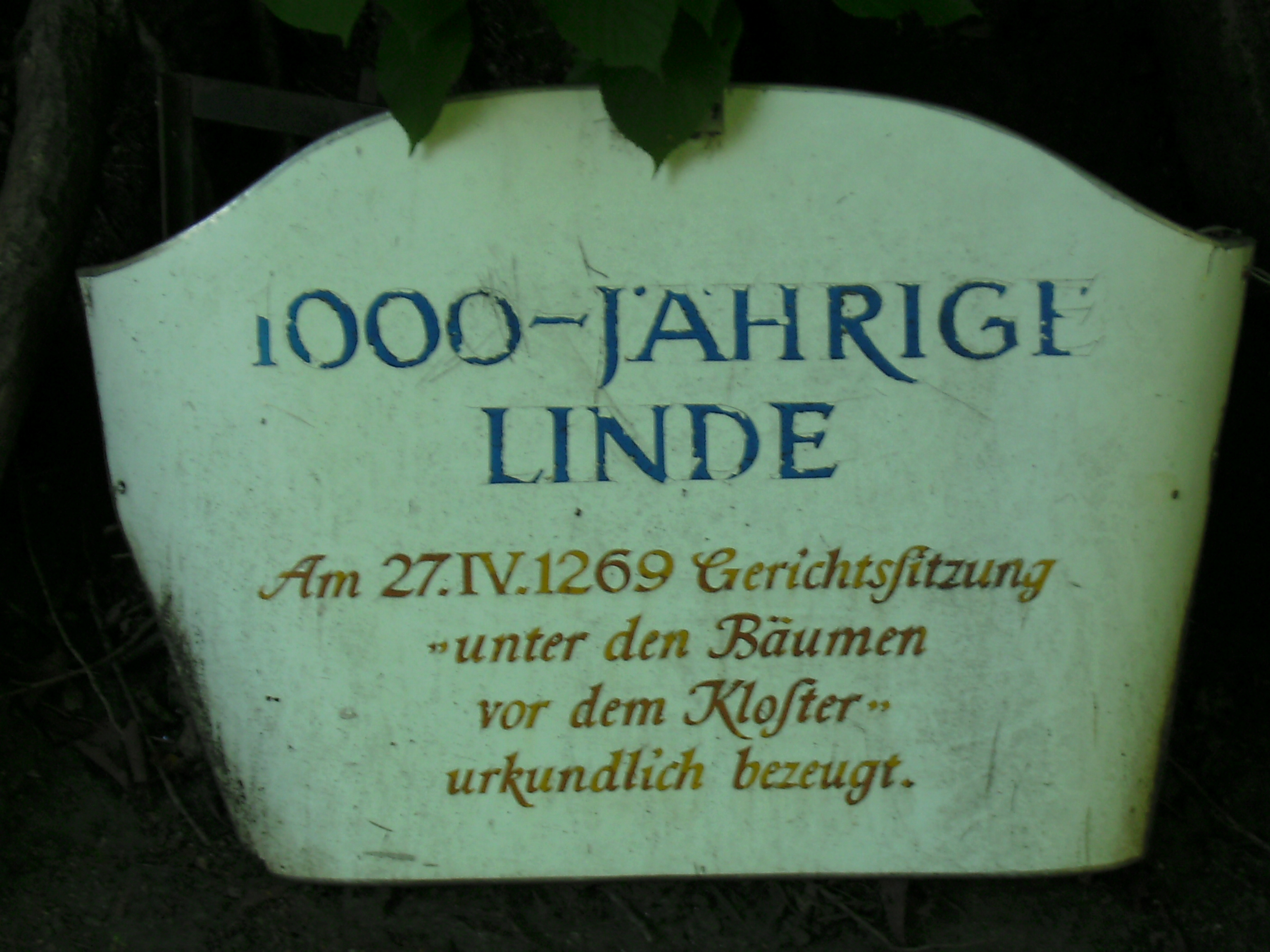
Legende an der „1000-jährigen Linde“
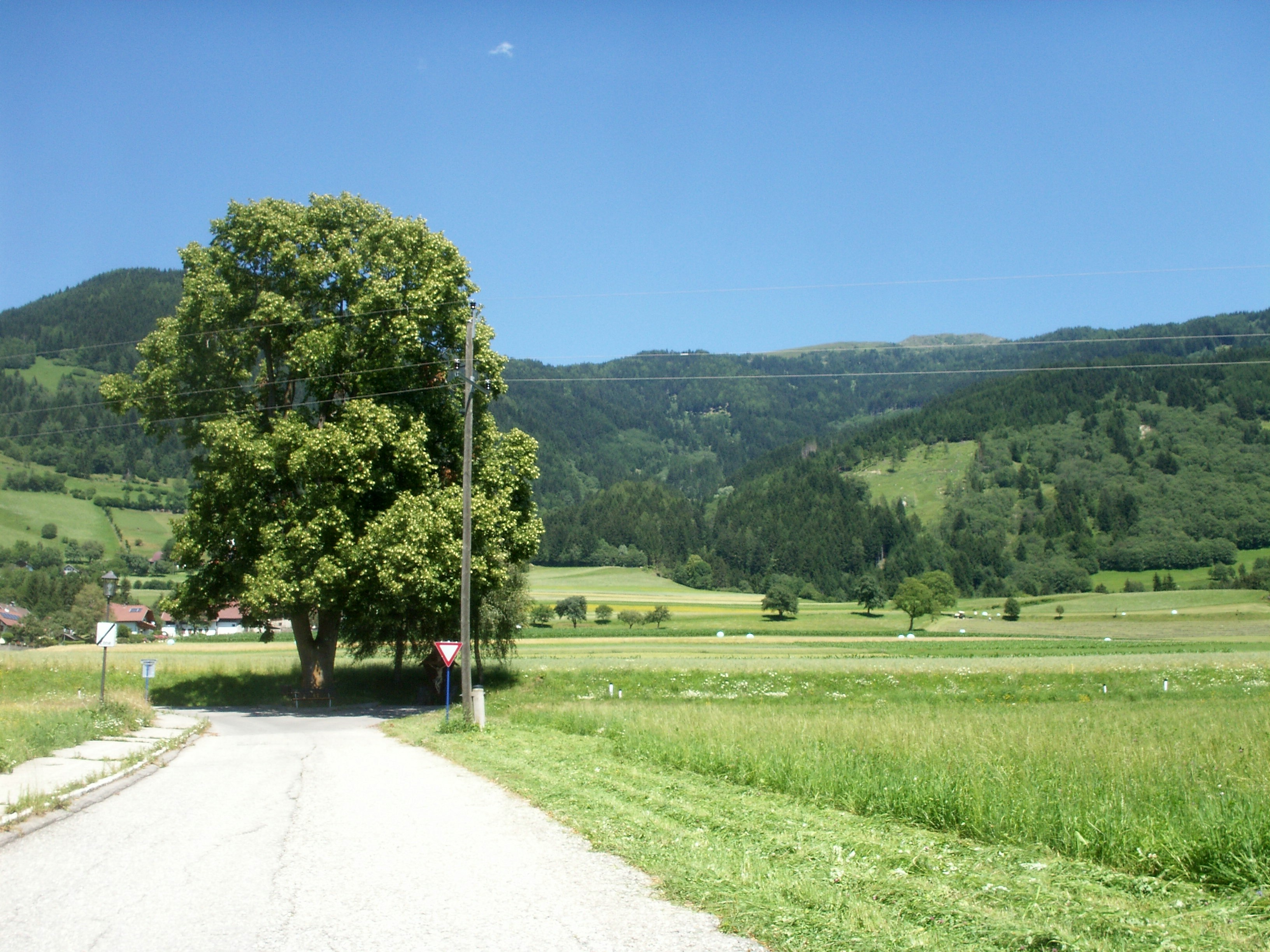
Hansbauer Linde
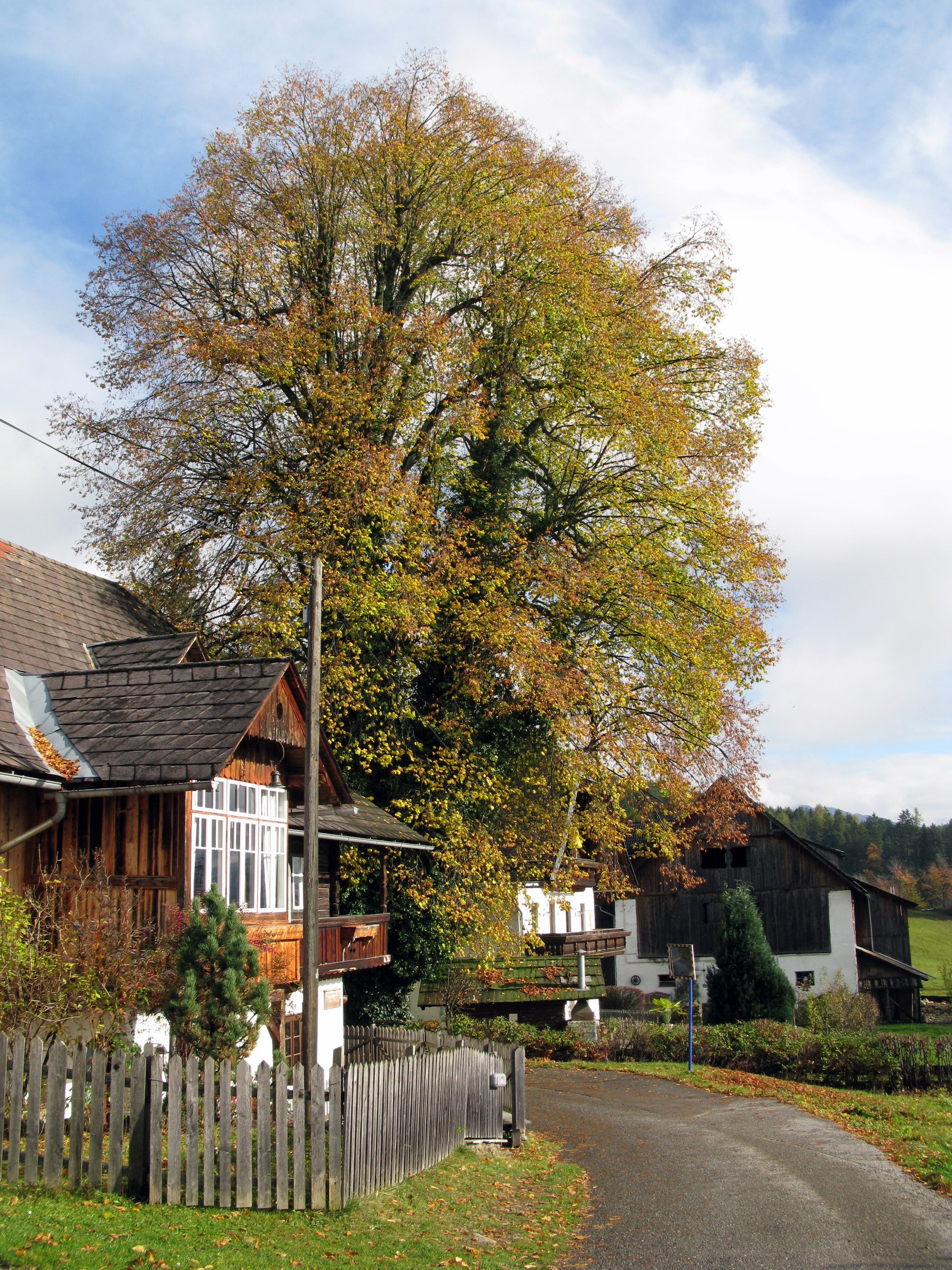
Linde in Kleindombra

### Sport
Der 1969 gegründete Sportverein Obermillstatt hat die Sektionen Fußball, Stocksport und Zimmergewehr. Der Sportclub Millstättersee ist hingegen ein reiner Tennisverein, daneben gibt es mehrere Eisschützenrunden sowie den Schützenverein Pulverhorn Millstatt. Weiters gibt es einen Minigolfverein.

## Wirtschaft und Infrastruktur

### Verkehr
Durch Millstatt führt die Millstätter Straße B 98 entlang des Seeufers in Richtung Westen nach Seebach (Gemeinde Seeboden), wo sie auf die Katschberg Straße B 99 trifft, bzw. über Döbriach und Radenthein nach Treffen im Osten. Eine in nördliche Richtung verlaufende Verkehrsverbindung gibt es nicht. Der nächste Autobahnanschluss ist der Zubringer zum Knoten Spittal/Millstättersee der Tauernautobahn A 10 bei Seebach in etwa sechs Kilometer Entfernung.
Millstatt besitzt keinen Anschluss an das Schienennetz, der nächstgelegene Bahnhof Spittal-Millstättersee in Spittal an der Drau ist etwa 12 km entfernt. Tagsüber verkehrt regelmäßig ein Postbus der ÖBB nach Spittal und Radenthein.

### Tourismus
Die Fremdenverkehrsstatistik vom März 2004 weist für die Gemeinde Millstatt 4443 Betten und zwei Campingplätze mit insgesamt ca. 375 Stellplätzen aus, wobei über das ganze Jahr 361.986 Nächtigungen zu verzeichnen waren. In der Wintersaison 2014/2015 gab es in der Gemeinde Millstatt 96 Beherbergungsbetriebe, in denen 1.527 Betten zur Verfügung standen, 938 davon gewerblich. Es wurden 30.078 Übernachtungen (85 % Ausländer) gezählt. In der Sommersaison 2015 waren es 252 Betriebe mit 2.967 Betten, 1.574 davon gewerblich. Es gab 258.005 Übernachtungen (75 % Ausländer).

### Herausforderungen für die Gemeinde

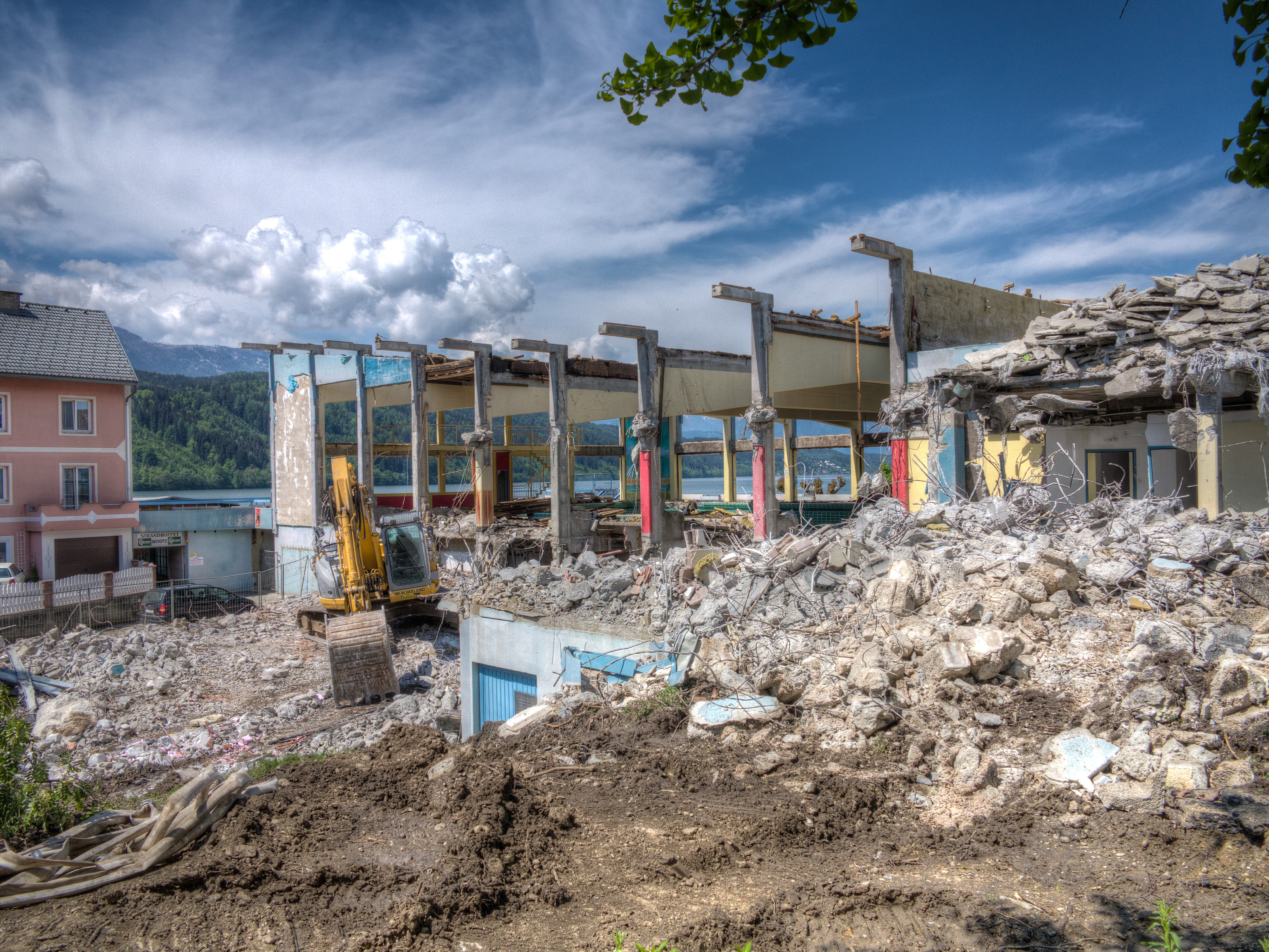
Abriss des hochgradig defizitären Hallenbades 2013

Ein Kassasturz nach der Gemeinderatswahl 2015 zeigte, dass die Gemeinde Millstatt mit dem 10-fachen des Jahresbudgets überschuldet ist. In den letzten zehn bis fünfzehn Jahren entstand vor allem durch das Defizit der Millstätter Bäderbetriebe und durch das einstweilen demolierte Hallenbad Millstatt ein Defizit von 4 Millionen Euro. Erst sehr spät, 2012, präsentierte die Gemeinde als Lösungsvorschlag, einen Teil der gemeindeeigenen Liegenschaften wie die Strandbäder Millstatt und Dellach, den Campingplatz Pesenthein oder den Zwergsee zu verkaufen bzw. mit Baurechtsverträgen zu belasten. Das stieß in der Bevölkerung auf großen Widerstand. Ein Gemeindevolksbegehren wurde vom Gemeinderat abgelehnt. War schon in der Vergangenheit das Hallenbad von vielen als überdimensioniert für die Gemeinde angesehen, verstärkt sich die Kritik mit dem Bau des neuen Badehauses weiter. Als aktuelle Sparmaßnahmen werden der Verkauf von Bauland, Einsparungen bei Straßenerhaltung und Ortsbildpflege oder die Zusammenlegung der Volksschulen diskutiert.
Ende 2019 erläuterte Finanzreferent Georg Oberzaucher (Grüne) die Finanzsituation der Gemeinde. Nach dem Kassasturz zu Beginn der Legislaturperiode 2015 sei es trotz hoher Investitionen wie Sprungturmsanierung, Bildungszentrum und Wildbachverbauung Riegenbach gelungen, den Schuldenstand von 4,2 auf jetzt 2,7 Millionen Euro zu senken.

### Bildung
Die Ortschaften Millstatt und Obermillstatt hatten bis 2017 jeweils eine eigene Volksschule, diese wurden im Schuljahr 2017/18 in die neue Volksschule Millstatt am See - Anna Gasser zusammengelegt.
Zahlreiche weiterführende und berufsbildende Schulen sowie Fachhochschulen gibt es in den Schulzentren im zehn Kilometer entfernten Spittal an der Drau.

## Politik

### Gemeinderat
Der Gemeinderat von Millstatt hat 23 Mitglieder und setzte sich von der Gemeinderatswahl 2021 bis April 2024 wie folgt zusammen:
- 12 ÖVP
- 6 SPÖ
- 3 Grüne
- 2 FPÖ

Seit April 2024 besteht die grüne Gemeinderatsfraktion nur noch aus 2 Mandataren, weil ein Mandatar austrat und als „wilder“ Mandatar im Gemeinderat verbleibt.
Direkt gewählter Bürgermeister ist Alexander Thoma (ÖVP).

### Bürgermeister
- seit 2021 Alexander Thoma[60]

### Wappen
Zu den ersten Anzeichen der allmählichen Loslösung vom Stift und einer ansatzweisen Selbstverwaltung gehörte ein Marktsiegel, dessen Verwendung an einem Dokument vom 27. Oktober 1737 nachgewiesen werden kann und die Jahreszahl 1656 trägt.
Dabei wurde das Motiv der Säulen mit den Tierköpfen vom Stift Millstatt übernommen, welches schon auf die Zeit der Benediktiner zurückgeht: Der älteste Nachweis aus dem Jahr 1464 findet sich am Türflügel des Westportals, wenn auch noch ohne Köpfe. Unter Johann Geumann (1508–1553), dem zweiten Hochmeister des Georgsritterordens, wurde das Wappen häufig verwendet und auch auf dessen Grabmal angebracht. Die Säulen spielen auf die Domitian-Legende an, wonach dieser anlässlich der Christianisierung der Millstätter Gegend 1000 heidnische Bildsäulen in den See werfen ließ.
Das heutige Wappen beruht auf einer Grafik von Alexander Exax und wurde der Marktgemeinde am 16. Februar 1970 durch die Kärntner Landesregierung verliehen. Die amtliche Blasonierung lautet:

„In einem blauen Schild auf grünem Dreiberg drei goldene Säulen, deren Kapitelle mit silbernen Tierköpfen besetzt sind: 1. Ziege, 2. herschauender Löwe, 3. Esel; die Köpfe von 1 und 3 sind dem Löwen zugewandt.“

Die Fahne ist Blau-Gelb mit eingearbeitetem Wappen.

### Städtepartnerschaften

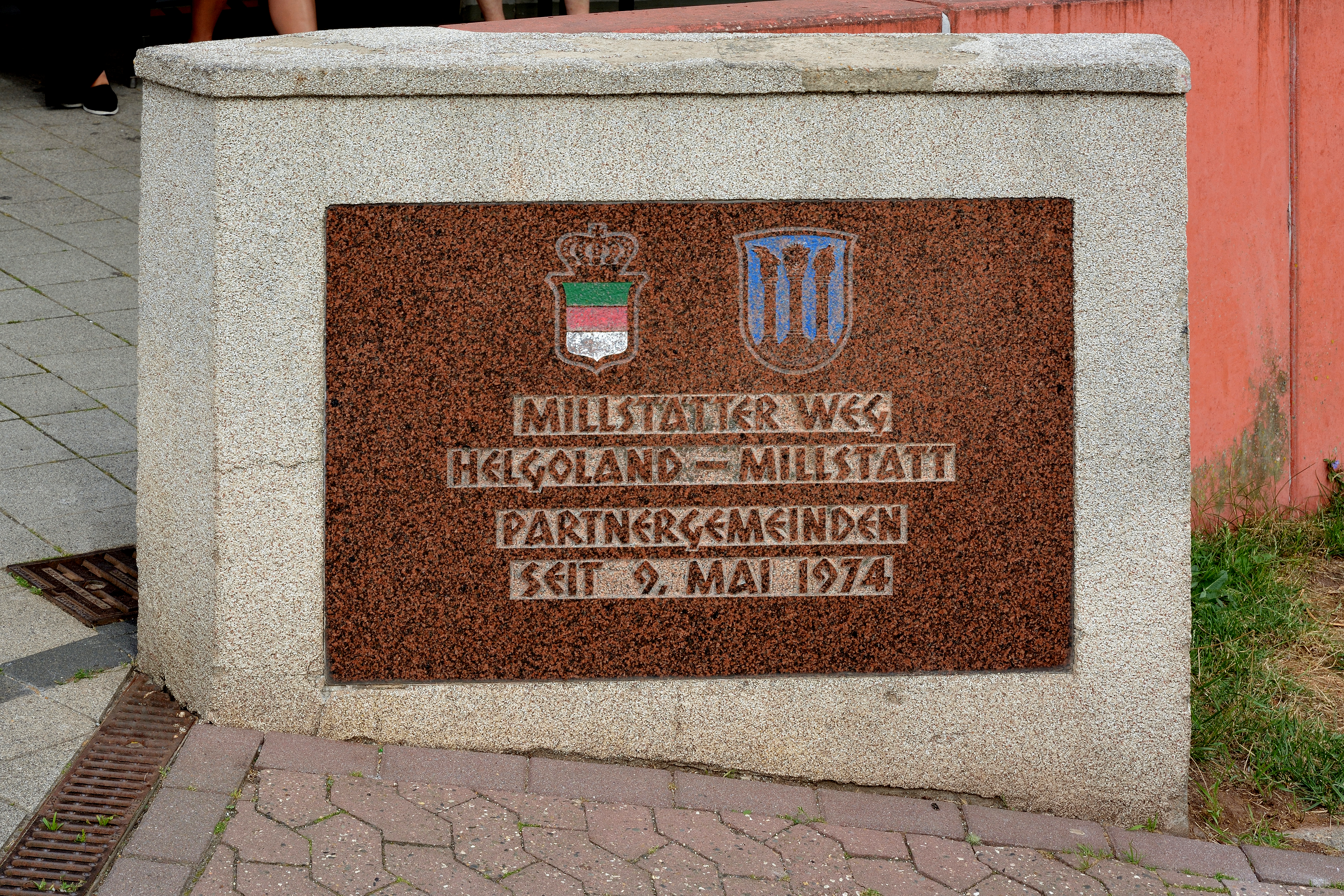
Gedenkstein am Millstätter Weg auf Helgoland

- Helgoland, Deutschland (seit 1974)
- Wendlingen am Neckar, Deutschland (seit 1992)
- San Daniele del Friuli, Italien (seit 1993)

## Persönlichkeiten

### Ehrenbürger
- Daniel Kotz (1852–1906), österreichischer Postmeister, Hotelier und Politiker, Bürgermeister von Millstatt
- Artur Przyborski (1860–1948), Bürgermeister, ehemaliger österreich-ungarischer Feldmarschalleutnant
- Franz Nikolasch (1933–2022), Theologe und Universitätsprofessor

### Söhne und Töchter der Gemeinde
- Konstantin Rieder (1868–1942), Kaufmann und Politiker
- Adalbert Defner (1884–1969), Landschaftsfotograf
- Axel Huber (1942–2019), Chronist, Heimatforscher und Taucher
- Konrad Hofer (* 1955), Soziologe
- Bernhard Kuhnt (* 1963), deutscher TV-Kommissar
- Anna Gasser (* 1991), österreichische Snowboarderin und zweifache Olympiasiegerin (2018 und 2022) im Big Air.